# Puerto Madero
Puerto Madero es un barrio porteño ubicado en la Comuna 1 de la Ciudad Autónoma de Buenos Aires. A su vez, es uno de los cuarenta y ocho barrios oficiales en los que se subdivide la capital argentina. Su ubicación cercana a la zona este de la ciudad, lo extenso de su área y su vista al río hacen que este distrito sea uno de los más valorados de Buenos Aires. 
El barrio debe su nombre a Eduardo Madero, comerciante de Buenos Aires que presentó tres proyectos para la construcción del puerto de la ciudad, el último de los cuales fue aprobado por el entonces Presidente de la Nación Julio Argentino Roca en 1882.
Este distrito encabeza desde hace varias décadas el título de ser el "barrio más caro de Latinoamérica", por tener el metro cuadrado (m2) con mayor precio de Latam. [cita requerida] Además, allí se emplazan sedes u oficinas de grandes empresas multinacionales, hoteles y residencias en altura de lujo, siendo hogar de figuras destacadas del país, empresarios, deportistas y funcionarios públicos entre otros. En el barrio se emplaza la torre residencial de mayor altura de Argentina, la Alvear Tower, con 239 metros de altura, entre otros edificios destacados.
El barrio se ubica, en su totalidad, en terrenos ganados al Río de la Plata. Por las inversiones efectuadas para localizar allí el puerto (desde 1890 en adelante), y por las obras que se hicieron después, una vez desafectada el área portuaria, desde 1990 en adelante, puede ser considerado el barrio con la mayor inversión pública y privada en la historia de la ciudad de Buenos Aires.

## Ubicación geográfica
El barrio de Puerto Madero está comprendido por las calles Brasil, Av. Ingeniero Huergo, Av. Eduardo Madero, Cecilia Grierson, y por el Río de la Plata, el río Matanza y el Río Dársena Sur (Ley N.º 2650).
Limita con los barrios de La Boca al suroeste, San Telmo, Monserrat y San Nicolás al oeste y Retiro al noroeste, con la localidad de Dock Sud al sur, y con la Reserva ecológica de Buenos Aires y el Río de la Plata al este.

## Antecedentes
La ciudad de Buenos Aires no tenía, desde sus orígenes, un puerto adecuado para que los barcos de mayor tonelaje  pudieran cargar y descargar mercaderías (por la poca profundidad del Río de la Plata). Esta característica del río había servido como una tradicional defensa para evitar ataques enemigos (por ejemplo: durante las invasiones inglesas de 1806 y 1807 y en el primer bombardeo de Buenos Aires y los siguientes, efectuados por los realistas de Montevideo en 1811 y 1812), pero se convertía en un fuerte obstáculo en la nueva etapa de creciente actividad comercial en el siglo XIX. 
Para las exportaciones, pequeños barcos eran cargados en las riberas del Riachuelo, y desde allí se transportaba la carga (cueros y carne salada) a los buques más grandes anclados en el Río de la Plata. Las embarcaciones, al no poder acercarse demasiado a la costa, debían permanecer ancladas en los llamados "pozos" del río (con profundidad suficiente), que funcionaban como un puerto natural. Hacia allí se dirigían grandes carretas y precarias barcazas para recoger a los pasajeros y las mercaderías importadas. Los barcos, anclados al borneo durante varios días, quedaban expuestos con frecuencia a los variables vientos y a fuertes tormentas. Una pequeña muestra de esta rica historia la confirmó el hallazgo arqueológico del Pecio ZenCity, un barco del siglo XVIII hundido en las cercanías del antiguo canal de acceso al Riachuelo.

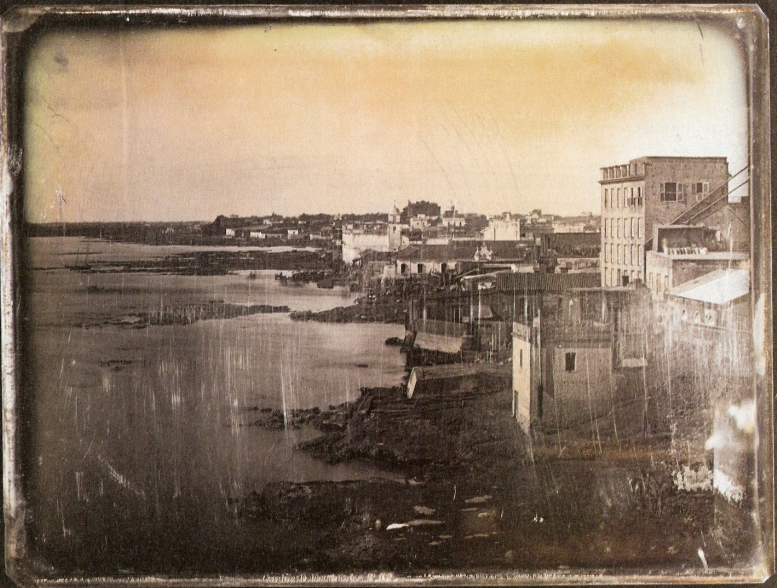
Antiguamente, el Río de la Plata llegaba a la altura de la Avenida Paseo Colón. Una vista de la ribera desde el Fuerte, 1852.

Hacia 1820 un viajero inglés que arribó a Buenos Aires escribía: "El Río de la Plata podría ser bautizado con justicia como "infierno del navegante" (...). El gobierno ha mandado colocar boyas en los bancos Chico y Ortiz y se ha hablado mucho de construir un muelle, una dársena y otros trabajos de consideración. Han sido contratados los servicios de un ingeniero francés y un caballero cuáquero, de nombre Bevans. Este último llegó, procedente de Londres, en octubre de 1822, pero la carencia de fondos ha impedido la proyectada empresa. Levantar muelles y dársenas no es tarea fácil en un país desprovisto de obreros".
El antecedente directo del nuevo puerto fue la construcción de dos muelles de madera que se introducían en el río. 
El muelle de pasajeros, inaugurado en 1855, estaba a la altura de la actual calle Sarmiento. El muelle de cargas se construyó detrás de la Casa Rosada, donde se encontraba la Aduana de Taylor. Este muelle de cargas, concluido hacia 1860, seguía aproximadamente el eje que forman actualmente la Casa Rosada y el Puente de la Mujer.

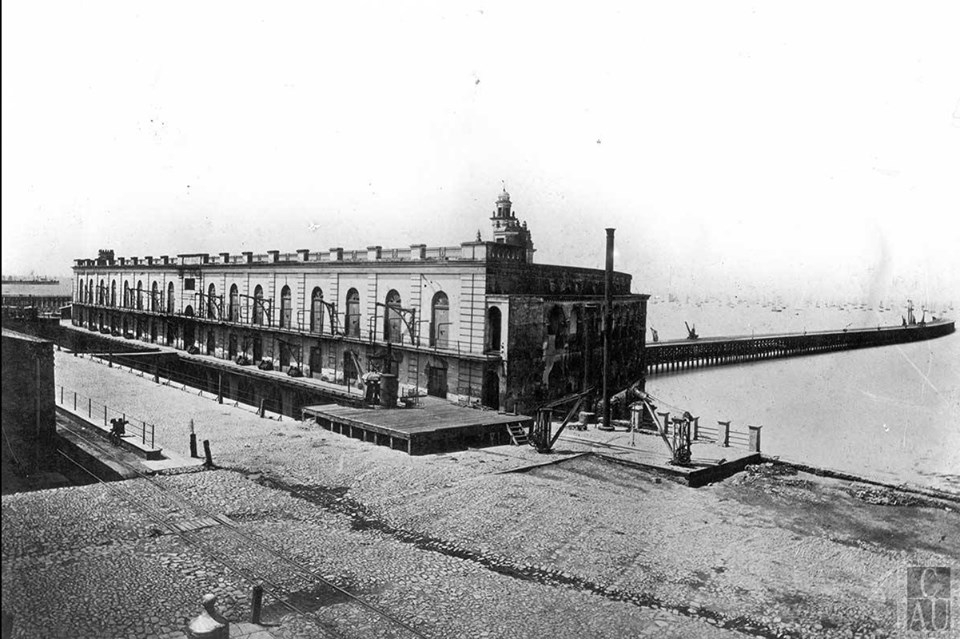
Aduana Taylor y muelle de cargas visto desde la ciudad hacia el río, que hoy en día ocupa Puerto Madero

También existía un tercer muelle llamado "de las Catalinas" —construido en 1872—, a la altura de la calle Paraguay, cerca del actual acceso a Puerto Madero por la Avenida Córdoba. La compañía "Muelles y Depósitos de las Catalinas" reunió por primera vez allí los tres elementos de una instalación portuaria moderna: muelle, depósitos y conexión con el ferrocarril del Norte y luego del Oeste. A diferencia de los muelles y de los depósitos públicos de la Aduana Nueva, el de las Catalinas se trataba de un puerto y depósitos administrado por una empresa privada. En este punto y en otros había diferencias entre la administración de la Provincia de Buenos Aires y las autoridades del Estado Nacional (ambas residían en la ciudad en esa época y hasta 1884).

## Historia
En 1882 el gobierno nacional del Presidente Julio Roca contrató al comerciante Eduardo Madero (sobrino del vicepresidente Francisco Madero) para que se encargara de la construcción de un nuevo puerto que solucionara estos inconvenientes. El proyecto de Madero (realizado por los ingenieros ingleses Hawkshaw, Son & Hayter) resultó elegido de entre muchos otros y proponía un sistema de diques intercomunicados con dos canales de acceso, hacia el norte y hacia el sur. Para la ejecución se contaría con el apoyo financiero británico a través de la Baring Brothers.

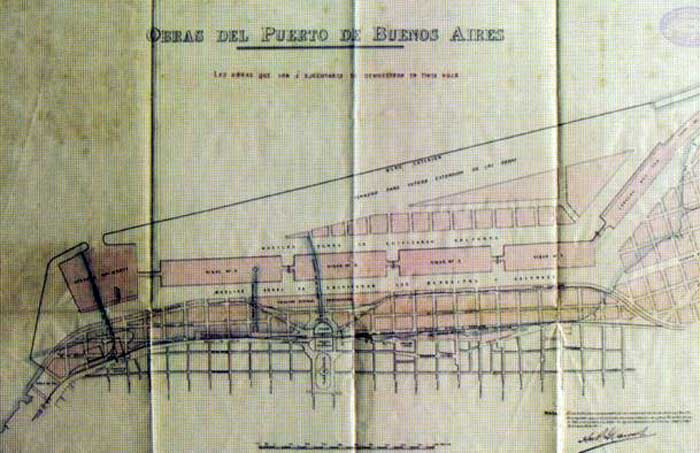
Plano original de Puerto Madero.

Entre las propuestas desechadas estuvo la del ingeniero Huergo, que proponía la readecuación del puerto más tradicional y antiguo de la ciudad (el de la Boca del Riachuelo), creando un sistema de dársenas abiertas al río, permitiendo el ingreso de barcos de gran tamaño en el futuro. El proyecto de Huergo venía siendo apoyado por las autoridades de la provincia de Buenos Aires. Cuando se estableció por ley la ciudad de Buenos Aires como capital del país, se optó por el proyecto de Madero, que fue definitivamente aprobado por el Congreso nacional en 1884. A partir de ese momento pasaron a un segundo plano las obras de la Boca del Riachuelo —que se venían efectuando desde años atrás— y se decidió destinar los recursos necesarios para la construcción del nuevo puerto. En 1886 se aprobaron los planos definitivos.

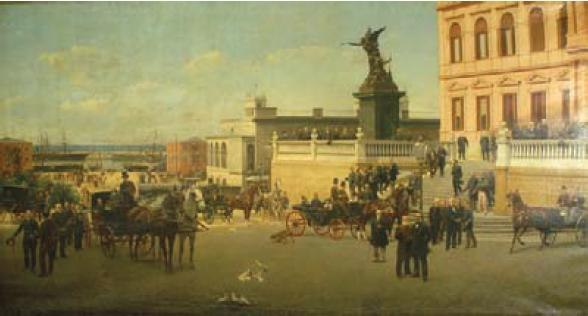
Inauguración de la primera etapa, 1889.

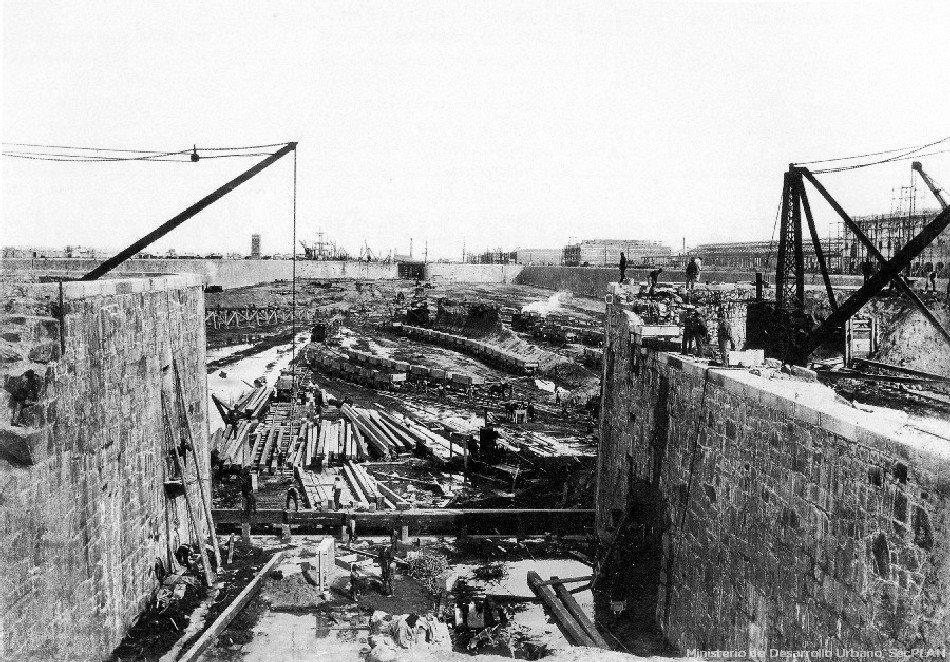
Construcción de uno de los diques, 1890.

## Proyecto Madero
El proyecto de Madero para el puerto de la ciudad de Buenos Aires era mucho más complejo y costoso que todas las propuestas anteriores. Se trataba del relleno de toda la costa del Río de la Plata desde la calle Córdoba hasta la boca del Riachuelo, generando una inmensa isla artificial de aproximadamente 350 hectáreas, separada de la ciudad por cuatro diques y dos dársenas de acceso para los barcos. Para la construcción, la compañía inglesa Walker & Co. Ltd. utilizó grandes cantidades de piedra y arena provenientes de la localidad de Conchillas, en la costa uruguaya.
Un aspecto cuestionado y polémico fue establecer dos canales dragados de acceso, uno hacia el sur y otro hacia el norte, con un ingreso al puerto por una dársena sur y una dársena norte respectivamente. La dársena norte, destinada a la marina militar, permitiría —según el proyecto— una salida alternativa de los barcos en caso de un bloqueo comercial enemigo (habituales durante el siglo XIX) y dispondría de diques secos o "de carena" para la reparación de barcos militares. Este puerto "con dos accesos" —que fue satirizado por los opositores del proyecto— se concretó solo en parte, por el excesivo costo del dragado. Sin embargo, posteriormente el canal norte se convertiría en el acceso principal al Puerto Nuevo. Los diques secos hoy están abandonados.
La construcción se inició el 1 de abril de 1887, bajo la Presidencia de Miguel Juárez Celman y fue llevada adelante por la empresa inglesa Thomas Walker & Co. La dársena sur se inauguró el 28 de enero de 1889. Le siguieron los diques 1 y 2 (habilitados el 31 de enero y el 28 de septiembre de 1890, respectivamente), el dique 3 (31 de marzo de 1892), el dique 4 y la dársena norte (7 de marzo de 1897) y la primera etapa del canal norte (15 de julio de 1897). Finalmente, la etapa final del canal norte se habilitó el 31 de marzo de 1898, y la obra del puerto se dio por terminada. Para llegar por tierra, se construyeron además cuatro puentes giratorios de última tecnología, conectando el puerto con el centro de Buenos Aires; estos puentes al girarse permitían que los barcos pudieran pasar sin inconvenientes de un dique a otro. Madero falleció en 1894, antes de que el puerto estuviera terminado.

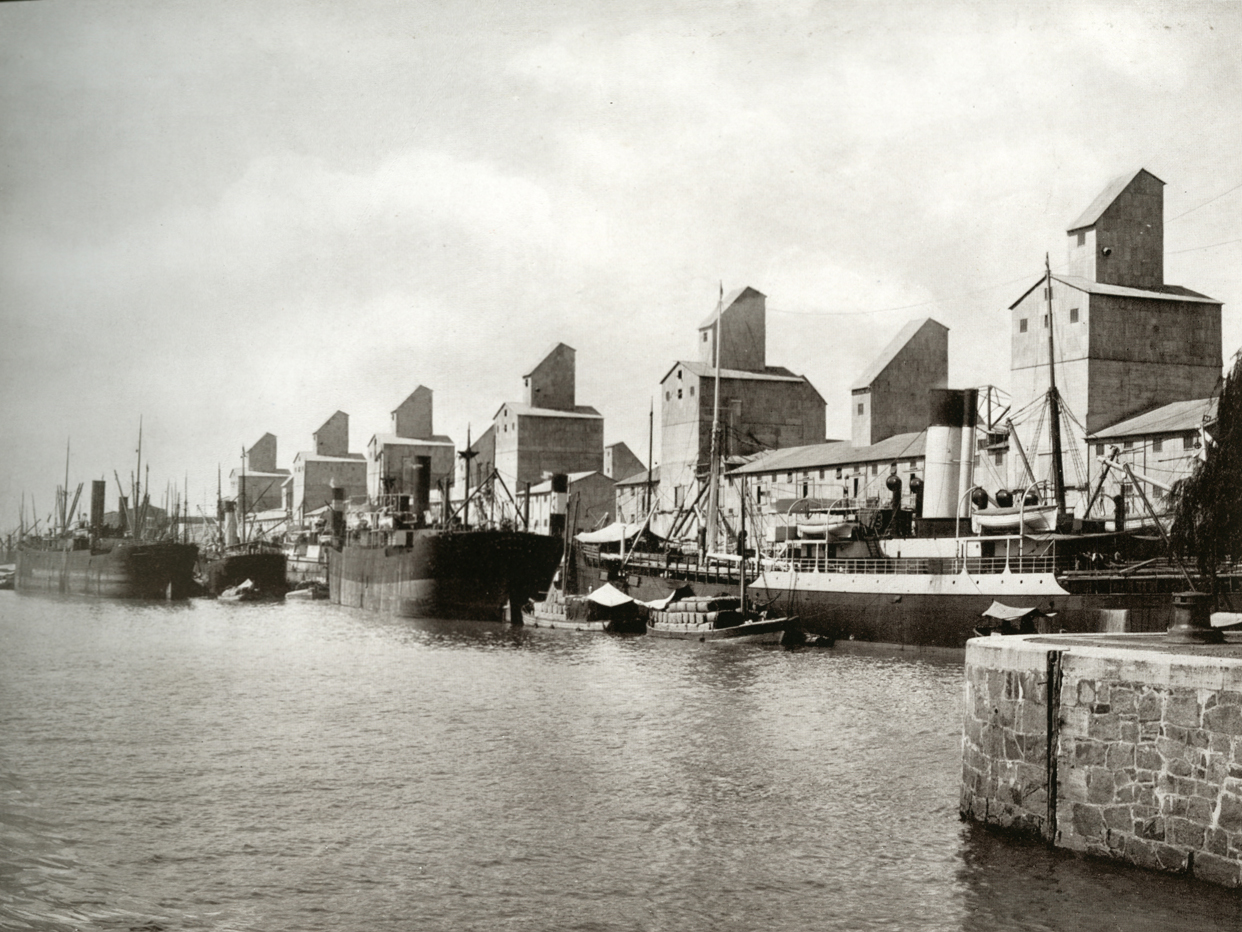
Los elevadores de granos que estaban del lado este en el Dique 2, 1910.

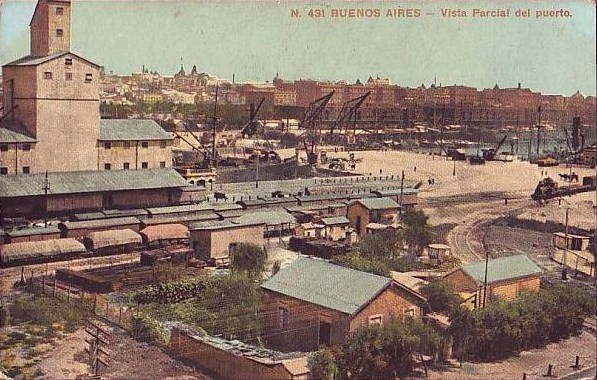
Depósitos en el Dique 2, 1920.

## Depósitos y silos
Una vez inaugurado la mayor dificultad del puerto era que los barcos que anclaban en los amarres de la zona "este" de los diques (la más alejada del centro de la ciudad), solo podían ingresar o recibir mercaderías a través de cuatro angostos puentes, lo que hacía poco práctico, lento y costoso el uso del 50 % de la superficie de amarre. 
La solución que se encontró fue establecer una serie de depósitos en el sector oeste, destinados a los artículos de importación, y en la zona opuesta silos para almacenamiento de granos, destinados a la exportación. Los depósitos de mercaderías se construyeron con fachadas de ladrillo que hoy se conocen como docks, diseñados también por Hawkshaw, Son & Hayter en Gran Bretaña. Se distribuyeron agrupados de a cuatro y fueron construidos por la compañía alemana Wayss & Freytag Ltd. entre 1895 y 1905. Estos docks fueron los que ocultaron para los habitantes de Buenos Aires la vista del río, ya que fueron deliberadamente intercalados para interrumpir la continuidad de las calles céntricas, a fin de separar la actividad portuaria del resto de la actividad de la ciudad.
Se utilizaron dos modelos constructivos: de estructura de hierro y madera, y de estructura de hormigón armado; aunque todos fueron revestidos con ladrillo, dándoles una estética británica. Son de planta rectangular, con un sótano y dos o cuatro pisos altos, con grúas Armstrong & Mitchell instaladas en las fachadas para poder elevar las mercaderías y almacenarlas. Se tomó como antecedente para el diseño el edificio del Mercado Central de Frutos.
Ya ocupado todo el lado oeste de los cuatro diques, hacia 1900 comenzaron a construirse más depósitos sobre la isla artificial. Eduardo Madero había planeado originalmente —junto a la casa financiera Baring Brothers—, la división de los terrenos en una cuadrícula regular de calles, organizando un negocio inmobiliario que según argumentaba, hubiera permitido el financiamiento del puerto, pero fue obstaculizado por el Gobierno Nacional y no se concretó.
Abandonada la idea de cuadrícula original, finalmente se hicieron almacenadores de granos de hierro y chapa, y luego nuevos depósitos de hormigón armado. Al mismo tiempo, las compañías exportadoras de cereales y productos agrícolas fueron edificando sus propios silos y galpones de almacenamiento. A partir de 1902, Bunge y Born construyó a lo largo del Dique 2 todo el complejo de silos y depósitos para Molinos Río de la Plata, de los cuales hoy en día sólo quedan dos, reciclados por el empresario Alan Faena.
La Junta Nacional de Granos también avanzó con su propio conjunto de silos y almacenadores. Todavía queda en pie la estructura de uno de ellos, último vestigio del antiguo puerto cerealero. Actualmente está intervenida por artistas en homenaje a todas las mujeres y permanece frente a la plazoleta "Reina de Holanda", donde hay una estatua de Ana Frank, réplica de la original.

## Desafectación del Puerto y reforma
Unos diez años después de terminado, Puerto Madero ya había quedado totalmente obsoleto, debido al aumento del tamaño cada vez mayor de los buques. El gobierno tuvo que encarar la construcción de un nuevo puerto, y esta vez siguió las ideas de Huergo de una serie de dársenas abiertas en forma de peine, y el resultado fue el Puerto Nuevo, que se inauguró en 1919 y sigue activo hoy en día.

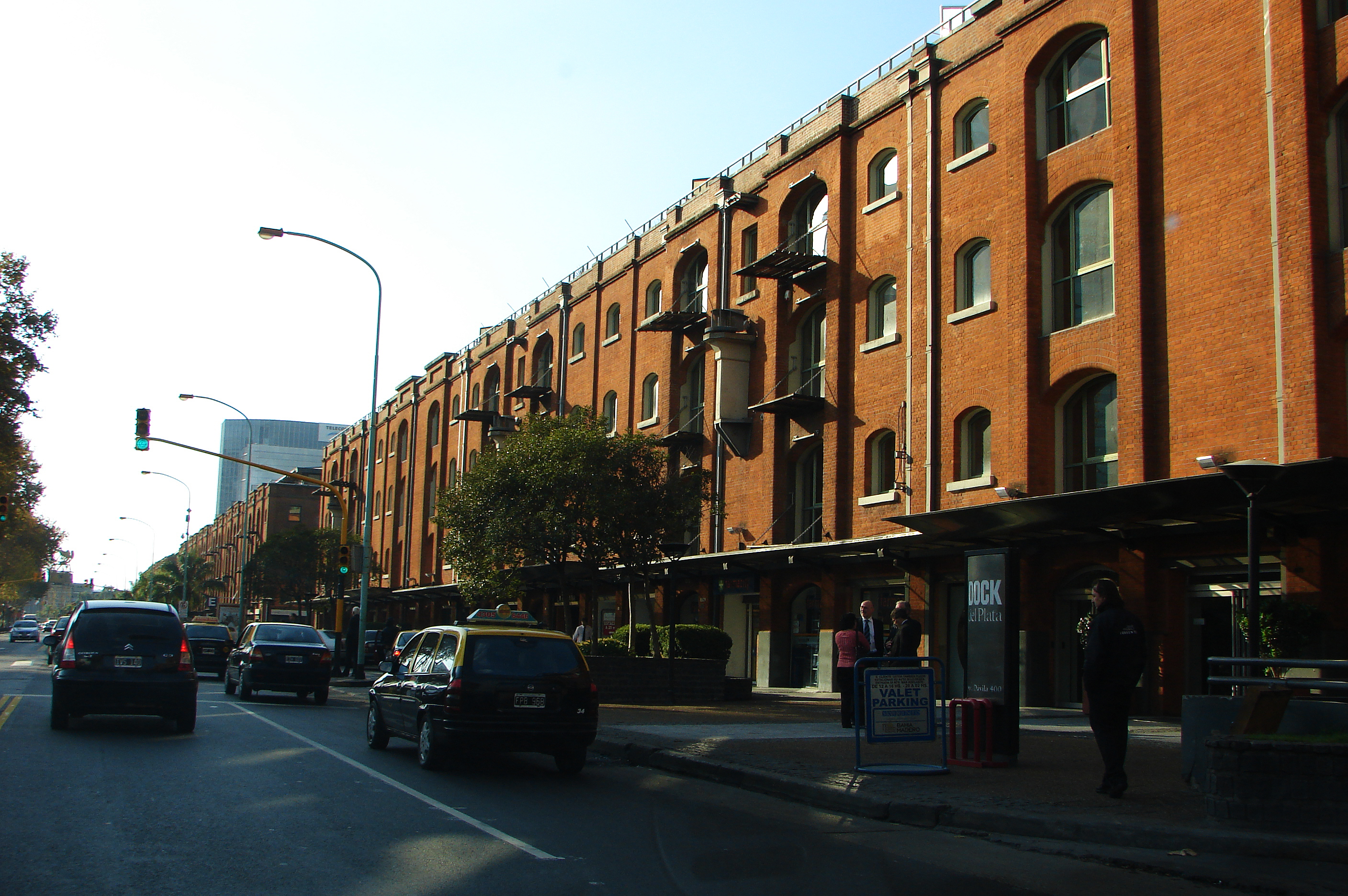
Los docks originales que anteriormente eran parte de la zona industrial de Puerto Madero, ahora reciclados y convertidos en restaurantes, una Universidad y locales comerciales. Constituyen el principal patrimonio histórico arquitectónico y marca de identidad portuaria de la zona.

Así, Puerto Madero entró en una decadencia de varias décadas: dejó de ser un puerto para el comercio internacional para transformarse en un puerto de cabotaje. Los depósitos y las grúas de carga fueron quedando en estado de abandono, junto a grandes terrenos baldíos sin edificarse. Hubo muchas propuestas para reactivarlo o transformarlo para nuevas funciones (en 1925, 1940, 1960, 1969, 1971, 1981 y 1985), pero ninguna llegó a realizarse. En 1929 el arquitecto francés Le Corbusier se imaginó una gran plataforma sobre pilotes donde construir rascacielos de oficinas.
El 15 de noviembre de 1989, el Ministerio de Obras y Servicios Públicos, el Ministerio del Interior y la Municipalidad de la Ciudad de Buenos Aires firmaron el acta de constitución de una sociedad anónima denominada "Corporación Antiguo Puerto Madero", teniendo como finalidad la desafectación del área portuaria y su urbanización como nuevo barrio: los gobiernos de la Nación y de la ciudad participaron como socios igualitarios.
Las 170 hectáreas del lugar tenían jurisdicciones superpuestas: la Administración General de Puertos, Ferrocarriles Argentinos y la Junta Nacional de Granos tenían intereses en la zona. El convenio firmado implicó la transferencia de la totalidad de las hectáreas a la Corporación Antiguo Puerto Madero S.A., en tanto que la Municipalidad de la Ciudad de Buenos Aires (MCBA) quedó a cargo de la reglamentación de la normativa de desarrollo urbano.
Desde ese momento en adelante, más allá de las administraciones de distinto signo político que hubo en la ciudad, el barrio de Puerto Madero se fue consolidando. Aunque por el momento está poco poblado, la superficie construida ha superado todas las previsiones iniciales. El costo de las viviendas se encuentra entre los más caros de la ciudad y se constituyó en uno de los barrios más exclusivos.
Los fines de semana la fisonomía del barrio cambia completamente, por la gran cantidad de turistas y vecinos que recorren sus calles y sus amplios y modernos parques. Se ha convertido en uno de los lugares tradicionales de recreación de Buenos Aires. A ello contribuyó que desde la planificación original (como barrio de oficinas) se fue transformando en un barrio residencial, con importantes zonas de viviendas, hoteles y comercios.

## Desarrollo del nuevo distrito

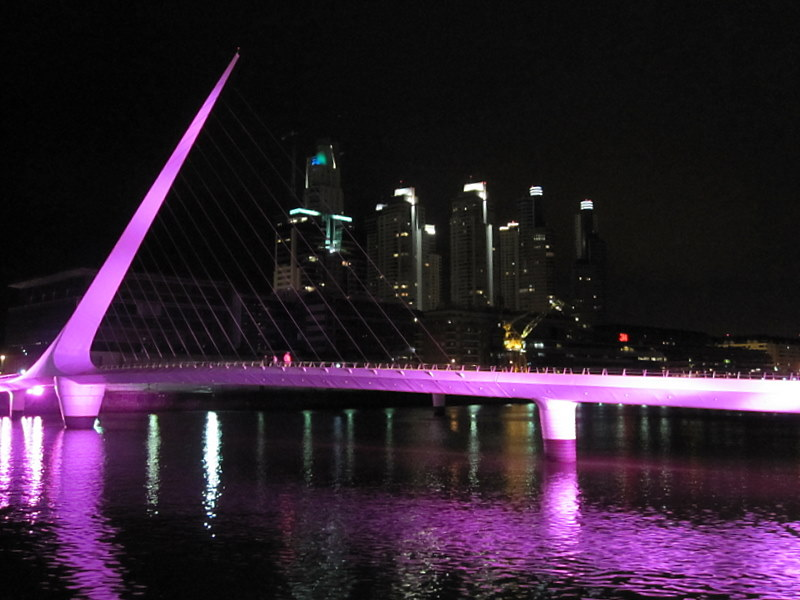
Puente de la Mujer, un emblemático icono del barrio, diseñado por Santiago Calatrava.

La entonces municipalidad de la ciudad inició, con el asesoramiento del ayuntamiento de Barcelona, los estudios del plan de reciclaje, convocándose en 1991 un concurso nacional de ideas, de donde surgió el "master plan" (plan maestro) para el nuevo barrio, del cual surgieron dos ganadores cuyas propuestas se fusionaron posteriormente, por lo cual el plan urbano del nuevo barrio fue obra de un equipo formado por los arquitectos Juan Manuel Borthagaray, Cristian Carnicer, Pablo Doval, Enrique García Espil, Mariana Leidemann, Carlos Marré, Rómulo Pérez, Antonio Tufaro y Eugenio Xaus. La realización de dicho plan significó la mayor obra de su tipo jamás realizada en Buenos Aires, con una inversión total por parte del Estado de cerca de 1000 millones de dólares.
Una vez transferidas las tierras a la Corporación Antiguo Puerto Madero, esta sociedad se ocupó de escriturar los terrenos a manos de privados. En esta operación se intentó también vender patrimonio público. Tal es el caso del Campo de Deportes del Colegio Nacional de Buenos Aires (instalado desde 1914). Por esta razón, la Corporación Antiguo Puerto Madero mantuvo un litigio con la Universidad de Buenos Aires (UBA) por la posesión de esas tierras. Finalmente la justicia determinó que los 20 000 m² en avenida de Los Italianos y Macacha Güemes, son de la UBA; de la que depende el Colegio.

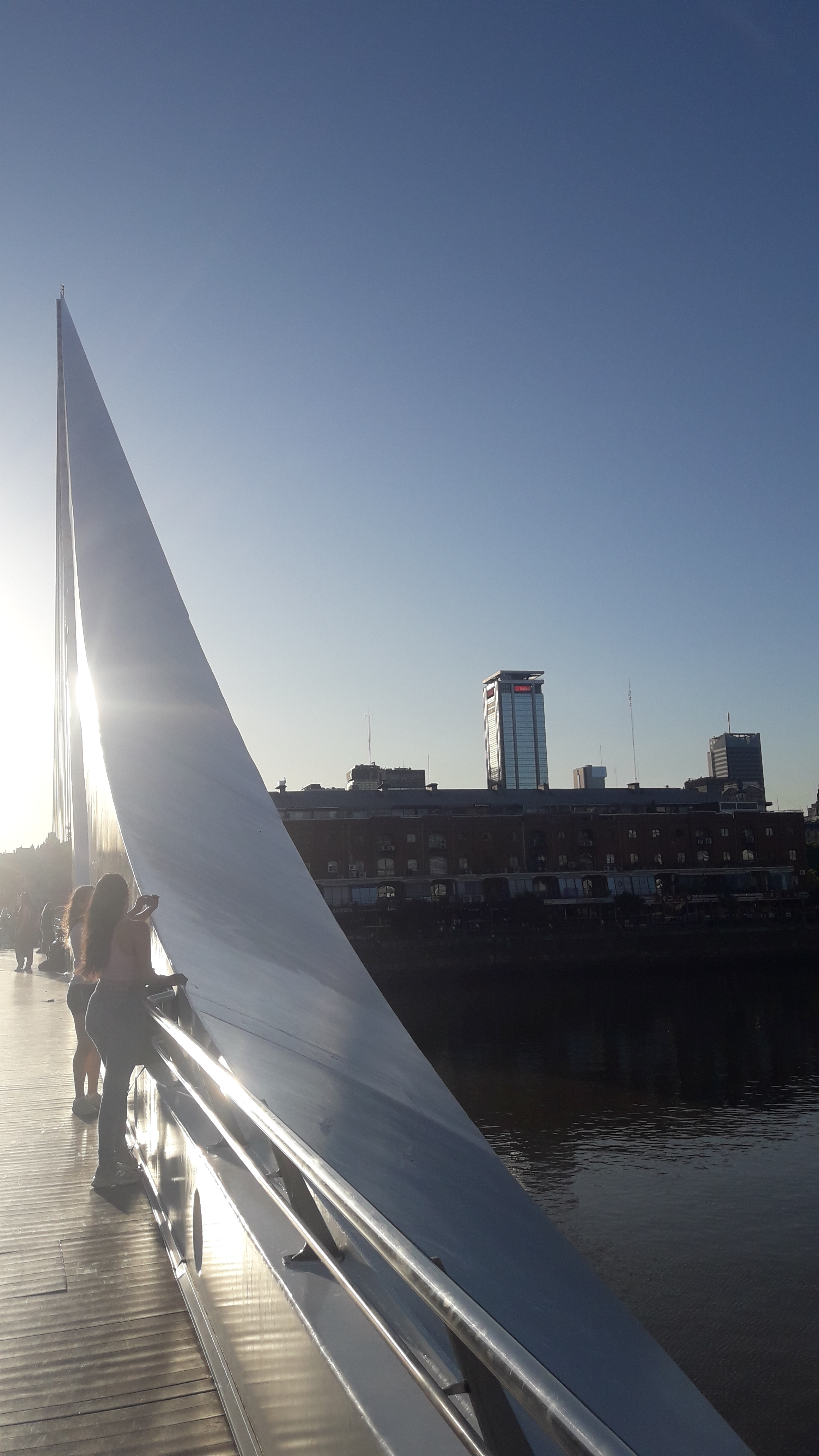
Puente de la Mujer - Puerto Madero en la tarde de primavera del 13 de noviembre de 2024.

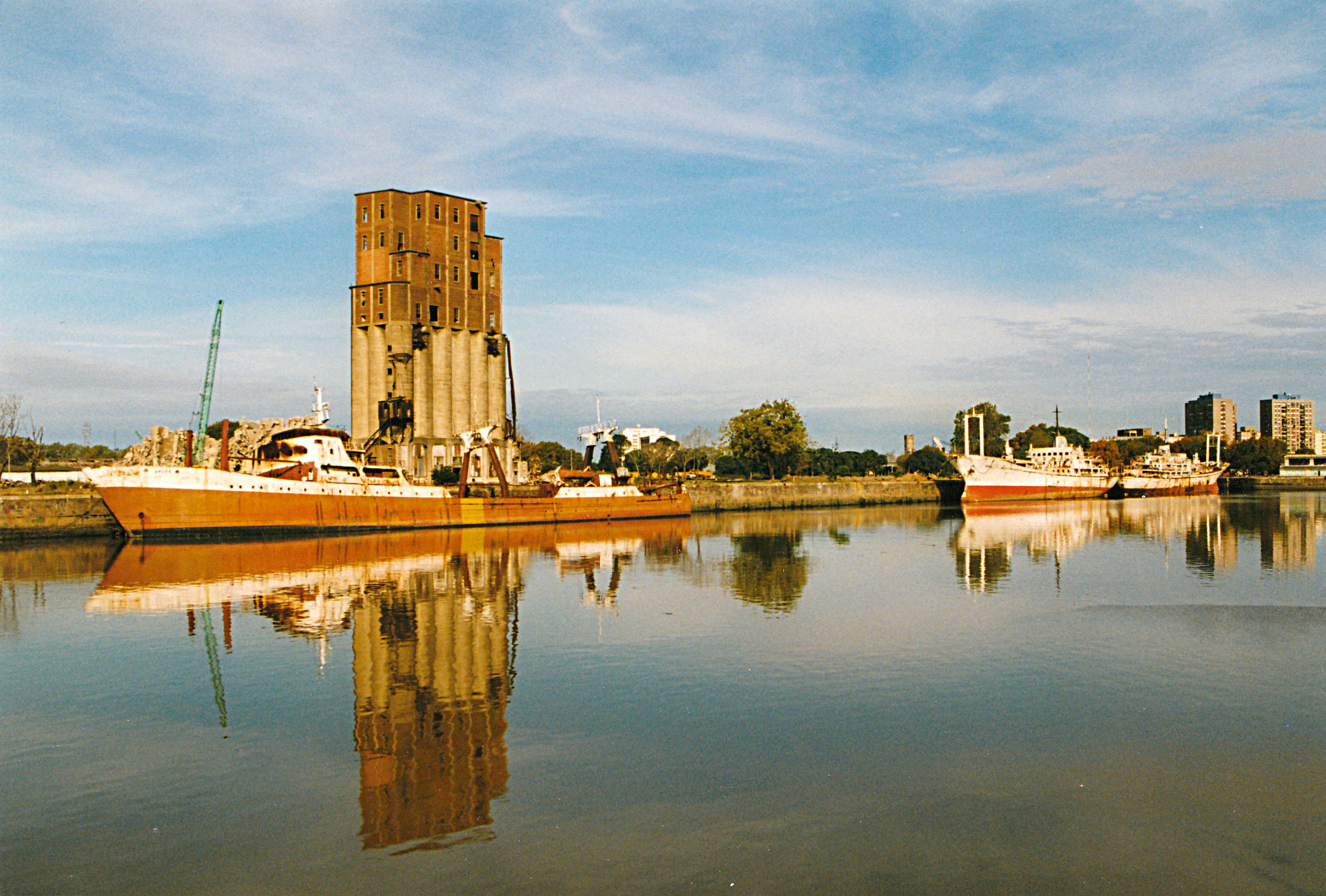
Puerto Madero en 1999, se ven las ruinas de un elevador que pertenecía a la Junta Nacional de Granos.

La primera etapa de revitalización de Puerto Madero comenzó en 1994, con el reciclaje de los depósitos con fachada de ladrillo en el lado oeste de los diques, en los cuales se formó un polo gastronómico de varias cuadras de extensión que se puso rápidamente de moda y fue un éxito. En los pisos superiores de los docks, se instalaron oficinas y departamentos tipo lofts. A partir de 1997, la renovación comenzó del otro lado de los diques: se abrieron numerosas calles, bulevares y avenidas (nombradas posteriormente con nombres de mujeres latinoamericanas de reconocida trayectoria), se crearon plazas y parques como el Micaela Bastidas y el Mujeres Argentinas, se instalaron monumentos y fuentes y se restauró la infraestructura histórica existente, como el paseo de la Costanera Sur y los parques antiguos diseñados en la década de 1920, etc.
A pesar de que el proyecto tuvo en un comienzo algunos detractores, su posterior desarrollo demostró que hasta las estimaciones más optimistas resultaron ser modestas. El barrio se fue convirtiendo en un centro de gran expansión comercial, con la incorporación de oficinas y viviendas familiares y la construcción de centros culturales, generándose un nuevo recorrido turístico con identidad propia.
Con el paso del tiempo numerosas empresas nacionales e internacionales fueron instalándose en el barrio, junto con varios restaurantes, clubes nocturnos y la Universidad Católica Argentina. En octubre de 1999, la transformación del barrio hacia el entretenimiento sumó un elemento de peso, al inaugurarse el Casino Puerto Madero, primer casino de la historia de Buenos Aires, ya que el juego de apuestas estuvo históricamente prohibido en el territorio porteño. Instalando el casino sobre dos barcos anclados, la Lotería Nacional logró sortear la jurisdicción directamente al Estado Nacional, y pudo inaugurarse el emprendimiento, no sin conflictos legales que duraron por lo menos 5 años.

## El distrito en la actualidad

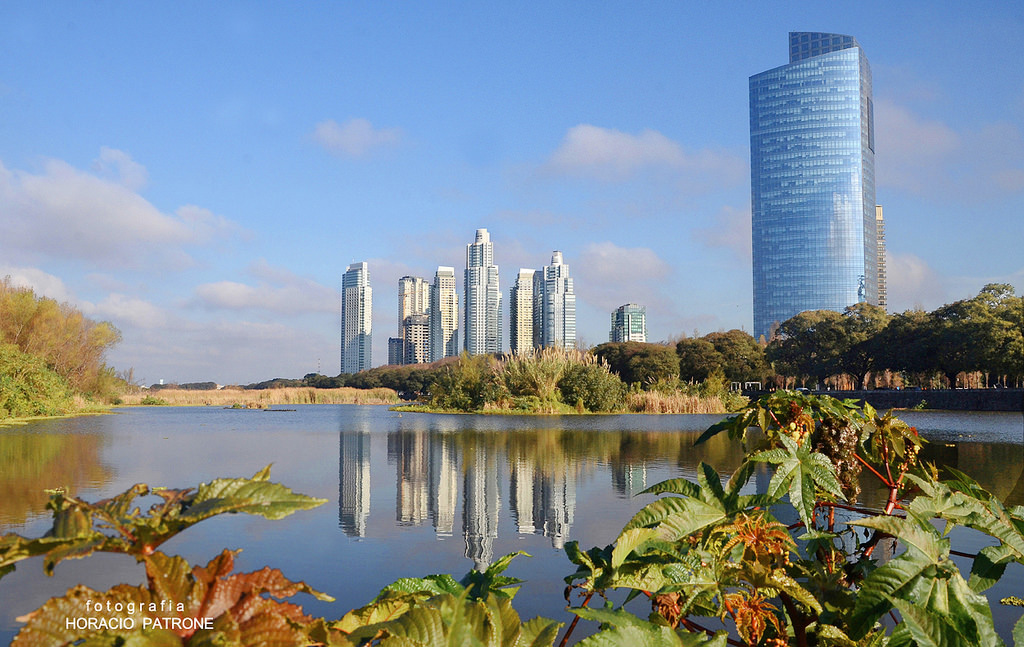
Fotografía de Puerto madero desde la reserva natural Costanera Sur.

Si bien durante la recesión que enfrentó Argentina entre 1998 y 2002 fueron suspendidas muchas obras de gran envergadura planeadas para el barrio, la recuperación que experimentó la economía del país desde el final de la crisis le ha dado un nuevo impulso. 
En los últimos años se construyeron y están en construcción numerosas torres residenciales de gran categoría, destacándose las Torres El Faro, Torres River View, las Torres Le Parc Puerto Madero, las Torres Mulieris, la Torre Repsol-YPF, o las Torres Renoir todas ellas de más de 130 metros de altura, llegando a 175 metros en el caso de las Renoir y son las más grandes del país (Lista de los edificios más grandes en Argentina). 
Entre las obras públicas inauguradas en el año 2019, que beneficiarán la conexión del barrio con la zona céntrica de Buenos Aires, destaca el Paseo del Bajo.

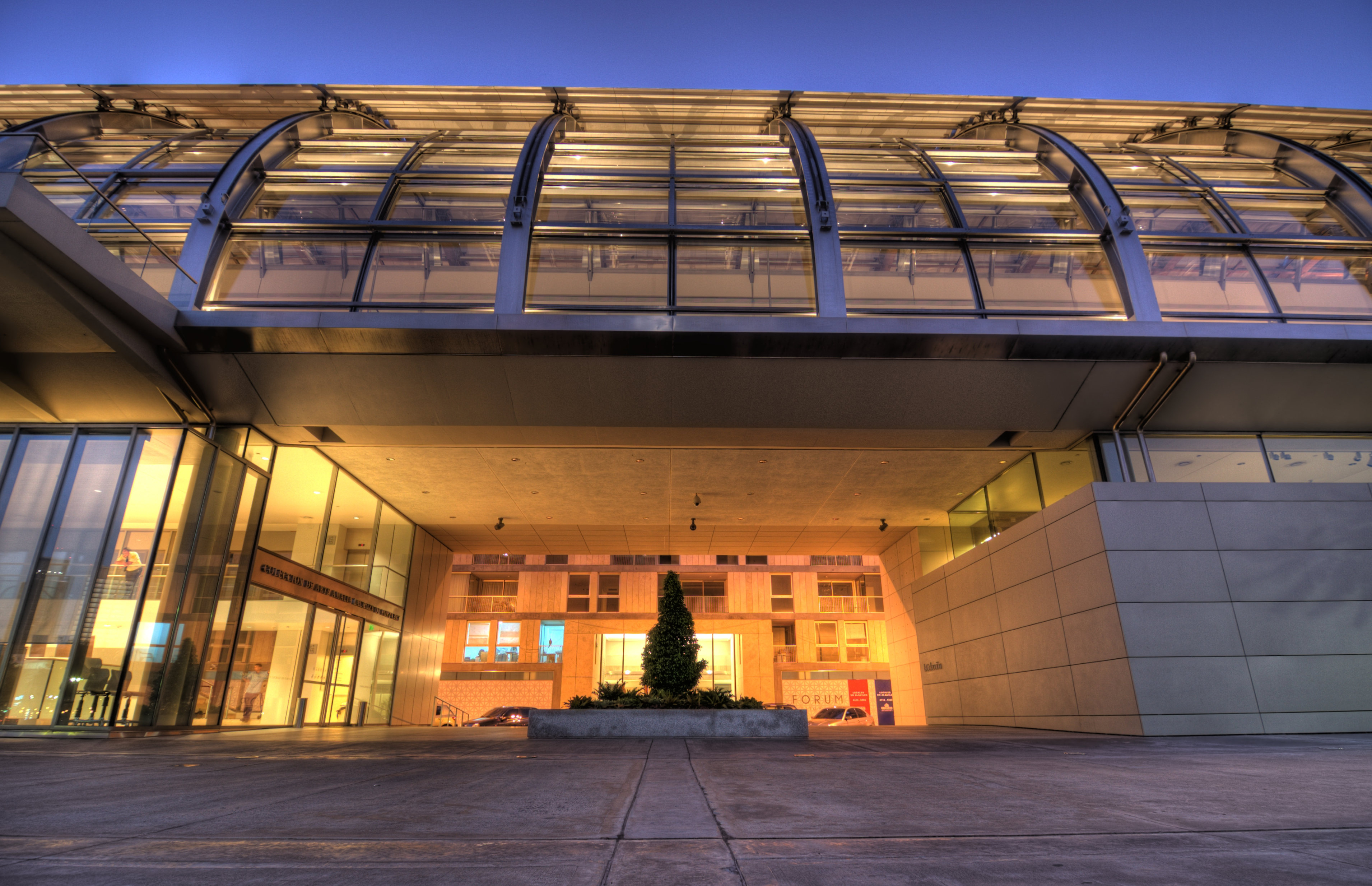
Galería privada de arte Fortabat, uno de los principales museos del barrio y de los más conocidos a nivel regional, perteneciente a esta familia aristocrática Argentina.

Actualmente se encuentra finalizando la construcción de la Harbour Tower, la segunda torre más alta del país con 192 metros de altura y 52 pisos que se finalizará en 2024. En el año 2019 se finalizó la Alvear Tower, uno de los rascacielos más altos de Sudamérica y el más alto del país con sus 235 metros de altura.

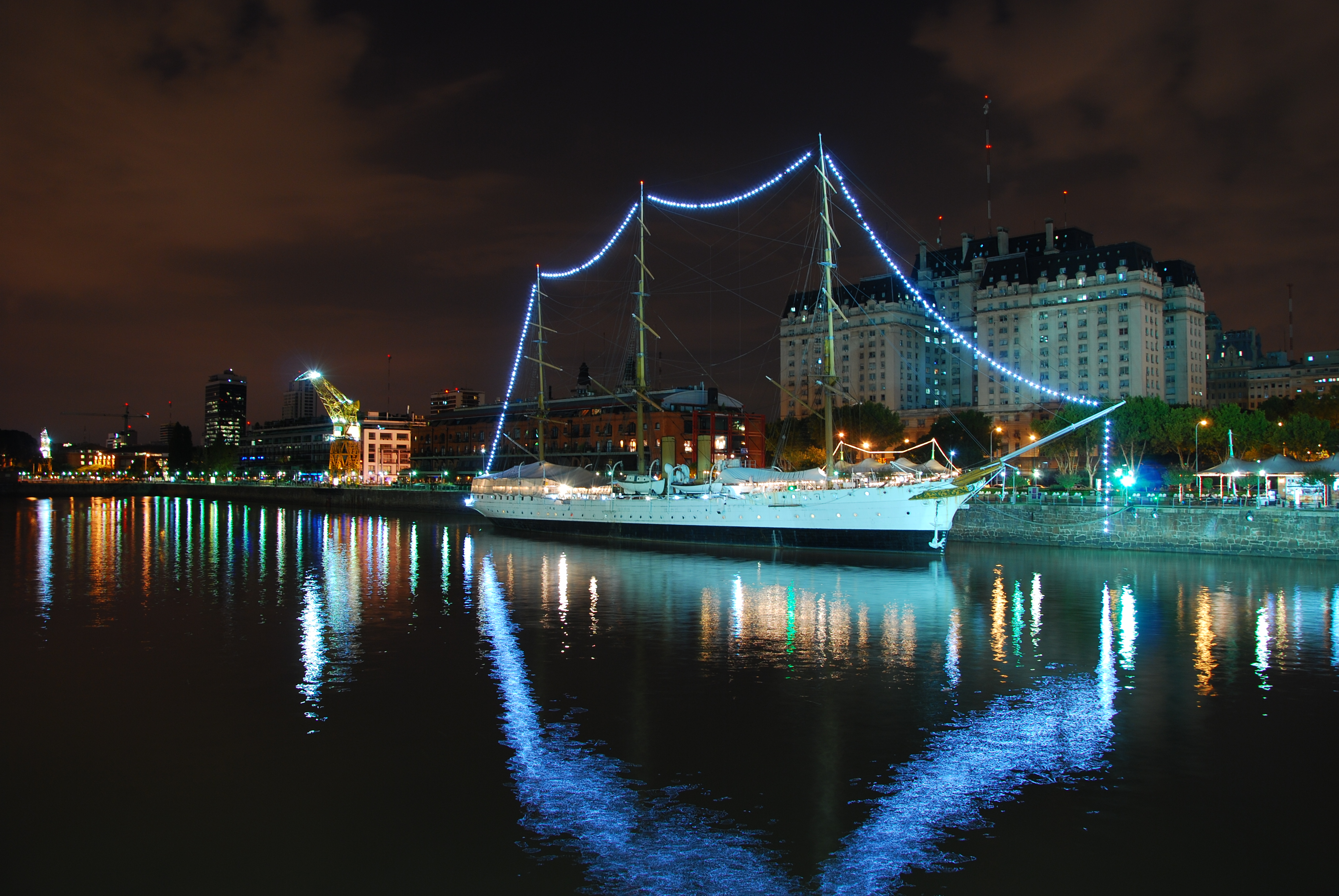
Museo Fragata Sarmiento, actualmente funciona como museo marítimo, pero antiguamente fue una de las principales naves de la Armada Argentina

Al Dique 2 (entre Azucena Villaflor y Rosario Vera Peñaloza —maestra y educadora riojana—) se asoman por el oeste sucesivos pabellones de la UCA, mientras que al este, se inauguró el Faena Hotel+Universe (primer hotel diseñado por Philip Starck en Sudamérica) en el Porteño Building. En la esquina de Aimé Painé (cantautora y poeta mapuche defensora de los derechos de los indígenas) y Rosario Vera Peñaloza se encuentra la moderna iglesia Nuestra Señora de la Esperanza inaugurada en 1996 y advocada a Stella Maris, patrona de la Prefectura Naval Argentina. Los muelles que se alinean en correspondencia con el Dique 2 entre el 1400 y el 1500 de la Avenida Moreau de Justo están ocupados en su mayoría por varias facultades y oficinas de la Universidad Católica Argentina y su Pabellón de las Artes, un espacio de muestras de arte al que se accede desde el paseo peatonal. Aquí hay algunos bares y cafés.
Los precios que han alcanzado estos emprendimientos son muy altos, consolidando a Puerto Madero como el barrio más caro de la ciudad. También se han construido varios hoteles, nuevas tiendas y grandes áreas verdes.
El vistoso Puente de la Mujer, obra de Santiago Calatrava, también embellece el barrio desde diciembre de 2001, aún más desde 2005, fecha en la cual un moderno sistema de iluminación fue colocado en el puente que permite ver con facilidad de noche la vista que proporciona.
En Azucena Villaflor y Juana Manso se halla el Monumento a Juan Manuel Fangio, escultura en bronce de 3 toneladas del artista español Joaquín Ros Sebaté, que lo muestra junto al Flecha de Plata: un Mercedes Benz de carrera modelo W196.
También puede visitarse la elegante Fragata Presidente Sarmiento, amarrada en el Dique 3, primer buque escuela de la Argentina utilizado actualmente como museo.

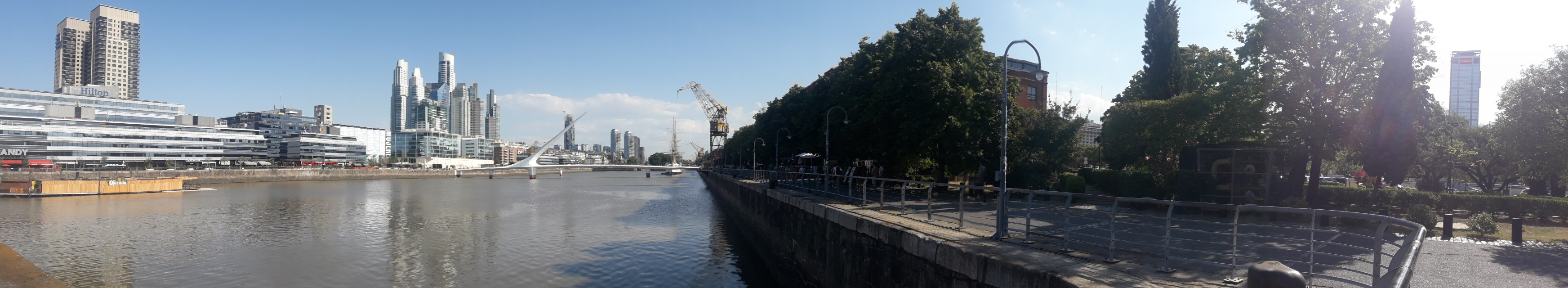
Panorámica de Puerto Madero (de fondo el Puente de la Mujer) en la tarde de verano del 22 de enero de 2025.

El barrio es una zona intensamente visitada por turistas. Alberga tres hoteles de cinco estrellas, el Buenos Aires Hilton, el Faena Hotel y el Hotel Madero. La Reserva Ecológica no se encuentra dentro de la jurisdicción del barrio, sino en un espacio ganado al río.
El 9 de marzo de 2006, el movimiento piquetero de Raúl Castells inauguró un comedor popular en esta zona. El predio fue cedido por el empresario Miguel Doñate, en un acto de reivindicación contra la administradora del barrio, con quien mantuvo una disputa tras la clausura de uno de sus restaurantes.

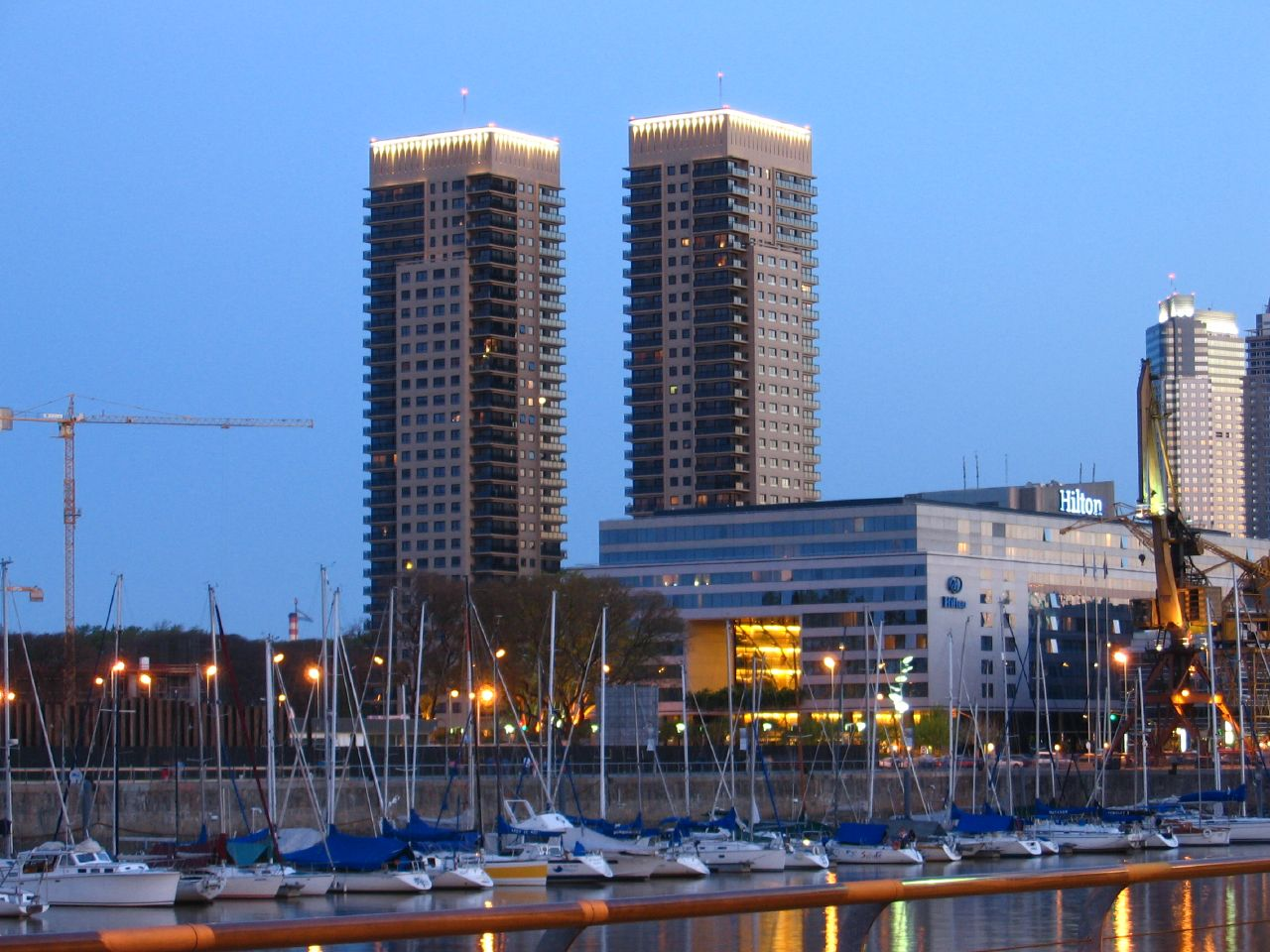
De fondo, el Hotel Hilton de Puerto Madero, y las torres RiverView

El sábado 25 de agosto se realizó la inauguración oficial del Parque Mujeres Argentinas y en julio de 2007 se inauguró el denominado Tranvía del Este (hoy desactivado).
En la actualidad, Puerto Madero conserva el valor por metro cuadrado más alto de la Argentina y de América Latina,el valor es en promedio de u$d6000 el metro cuadrado. En El Aleph de Norman Foster, el costo llegaba a US$ 7500/m², y en la Alvear Art Hotel un departamento alcanzaba a costar US$ 6 millones. La cadena de oficinas World Trade Center se instaló en el complejo Madero Harbour de Dique 1, donde está proyectado construir un edificio de viviendas de 50 pisos.
El perfil de los inversores del barrio va cambiando de modo continuo respecto de años atrás. La población estable del barrio alcanza unos 7000 habitantes: muchos de los departamentos que eran objeto de inversión permanecen en gran parte sin ocupantes. Es la zona preferida de muchas personas vinculadas con la política.
En la actualidad Puerto Madero se encuentra fácticamente subdividido en dos sectores notorios: Madero Oeste y Madero Este; Madero Oeste es el área «menos exclusiva», ya que se encuentra al oeste de la barrera acuática que forman los docks, Madero Este se encuentra no solo tras (al este) de los docks, sino también casi inmediato al Río de la Plata.
El barrio es considerado el más seguro de la ciudad en cuanto a criminalidad callejera, ya que además de tener mucha vigilancia privada, en él también actúan la Policía Metropolitana de Buenos Aires, más la Policía Federal Argentina y, casi exclusivamente solo en este barrio de la CABA: la Prefectura Naval Argentina con funciones también policiales. En 2015 fue inaugurada una terminal de combis, Terminal Madero en la Avenida Eduardo Madero, con una superficie de 3600 m² y nueve dársenas. En la actualidad se construye la torre más alta de América del Sur, la Alvear Tower, en la que se invirtieron 130 millones de dólares.
En junio de 2019, se inauguró el Museo Postal, Telegráfico y de telecomunicaciones.

## Balneario Costanera Sur

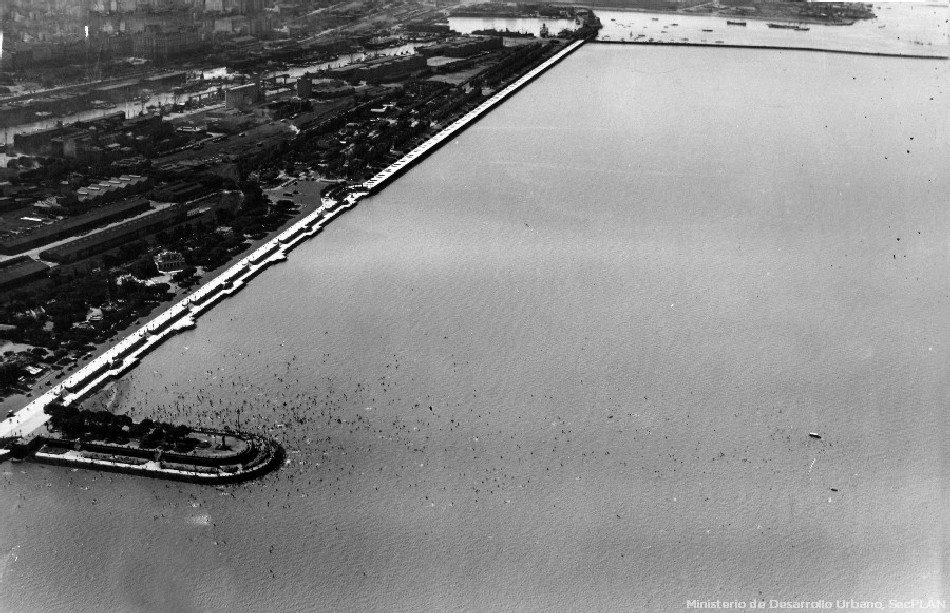
Vista aérea de Costanera Sur en 1935, antes de convertirse en la reserva natural.

En 1916, el Ingeniero Benito Carrasco (a cargo de la Dirección de Parques y Paseos de la Municipalidad) inició la construcción del primer sector del Balneario Costanera Sur, bajo la intendencia de Arturo Gramajo. El 11 de diciembre de 1918, siendo intendente Joaquín Llambías, quedó inaugurado el Balneario Municipal, recorriendo la nueva ribera entre las avenidas Brasil y Belgrano. Así, los terrenos que Eduardo Madero quería originalmente lotear y vender a privados para financiar el puerto, quedaron transformados en espacios verdes y públicos que fueron conocidos como el “balneario de los pobres”. Se trató del primero de este tipo en Buenos Aires, y se realizó un gran acto público con presencia popular, que fue brevemente amenazado por un chaparrón que resultó fugaz.
El balneario constaba de una serie de escalinatas que descienden desde una amplia vereda hacia un nivel inferior, a la altura del río. Desde allí, una escalinata menor conducía al lecho de barro. Fue arbolado con acacias y tipas, y se adornó con maceteros y farolas importados de Francia.
En 1919 se agregó el Espigón “Plus Ultra” (llamado así porque durante mucho tiempo fue el sitio de estacionamiento del hidroavión transformado museo bautizado como Plus Ultra hasta que el mismo fue trasladado al museo histórico argentino de Luján) y en 1924 el intendente Carlos Noel inauguró la ampliación de la costanera hacia el norte, con la presencia del Presidente Marcelo T. de Alvear y del príncipe Humberto de Savoia. Este nuevo tramo incluyó una serie de plazoletas diseñadas por Jean-Claude Forestier con estilo versallesco, canchas de tenis, fútbol y un gimnasio infantil. Para 1929 se construía el teatro griego, una estructura al aire libre.
Durante las primeras décadas del siglo XX fue muy concurrido, pero con el paso de los años y el empeoramiento del estado del agua del Río de la Plata, junto con la decadencia de Puerto Madero, cayó en el abandono.
Más tarde, con los rellenos costeros que luego darían lugar a la Reserva Ecológica, el viejo balneario quedó definitivamente inutilizable. Fue recién en 1998, en el marco de la transformación del barrio, que el Jefe de Gobierno Fernando de la Rúa inauguró el restaurado paseo del viejo balneario municipal. Hoy en día, sobre su arbolada vereda, se suceden una serie de históricos carritos que venden comidas al paso. Se trata de un lugar muy concurrido los fines de semana.

## Isla Demarchi
Luego de la terminación de Puerto Madero, el Ministerio de Obras Públicas amplió la isla artificial extendiendo el relleno costero a lo largo de la Dársena Sur, llegando hasta la boca del Riachuelo. Este sector tomó el nombre de una antigua isla natural llamada Demarchi, y más tarde se amplió para la construcción de la Central Costanera, inaugurada en 1966.

## Ciudad Deportiva Boca Juniors
En 1965 Boca Juniors consiguió el permiso para iniciar un nuevo relleno costero para instalar en Puerto Madero su nuevo complejo deportivo, el cual iba a incluir un estadio para 150 000 personas que debía inaugurarse diez años después. Gracias al dinero recolectado y la inversión de todos los socios del club el relleno fue concluido y se dio inicio a la construcción, pero el estadio nunca fue terminado y el predio quedó abandonado.
En la actualidad es propiedad de IRSA, que planea construir un conjunto de torres con dársenas para embarcaciones llamado Santa María del Plata.

## Índice visual de edificios, monumentos y lugares de interés

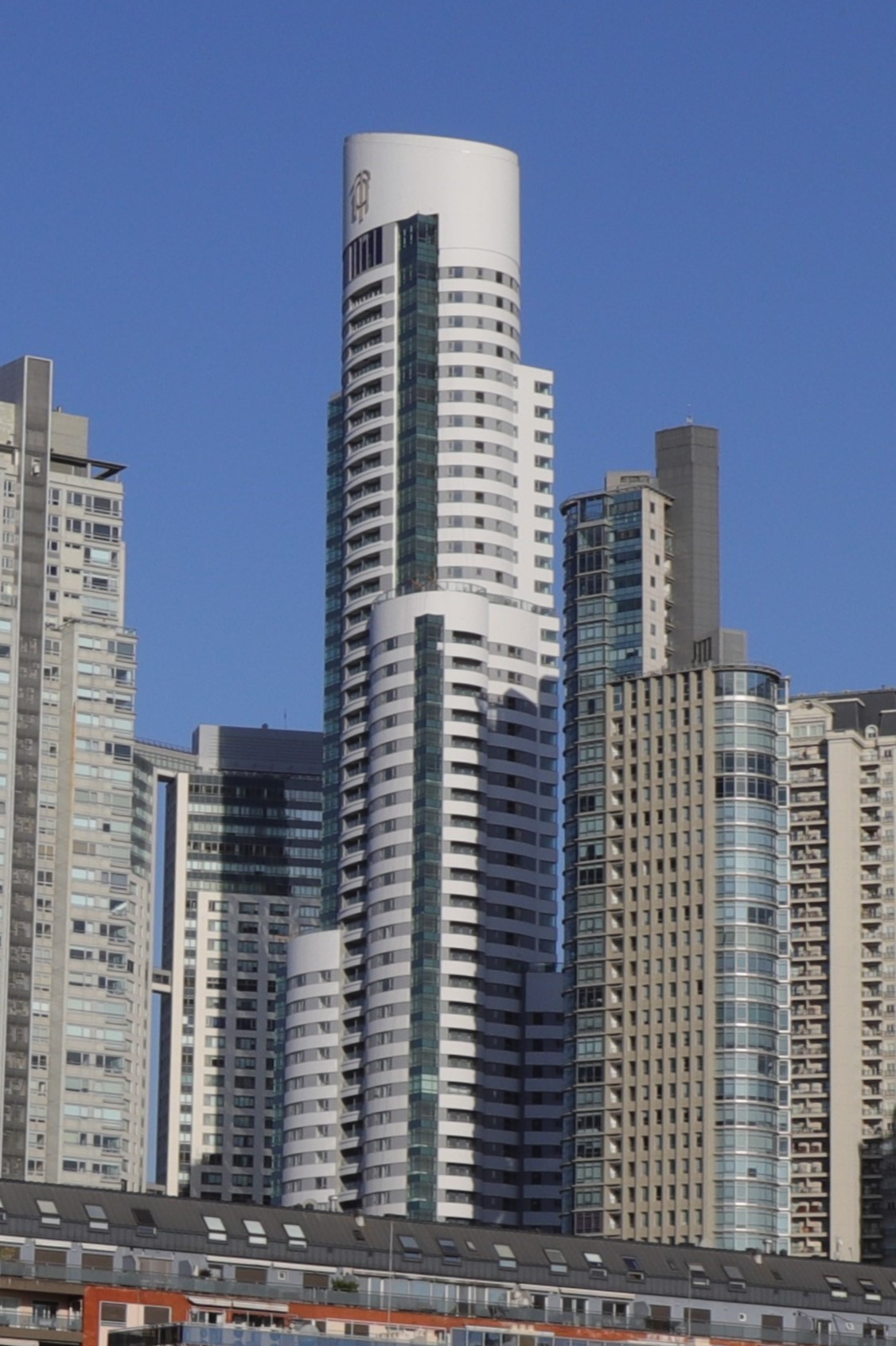
Alvear Tower, la torre residencial más alta de Argentina.
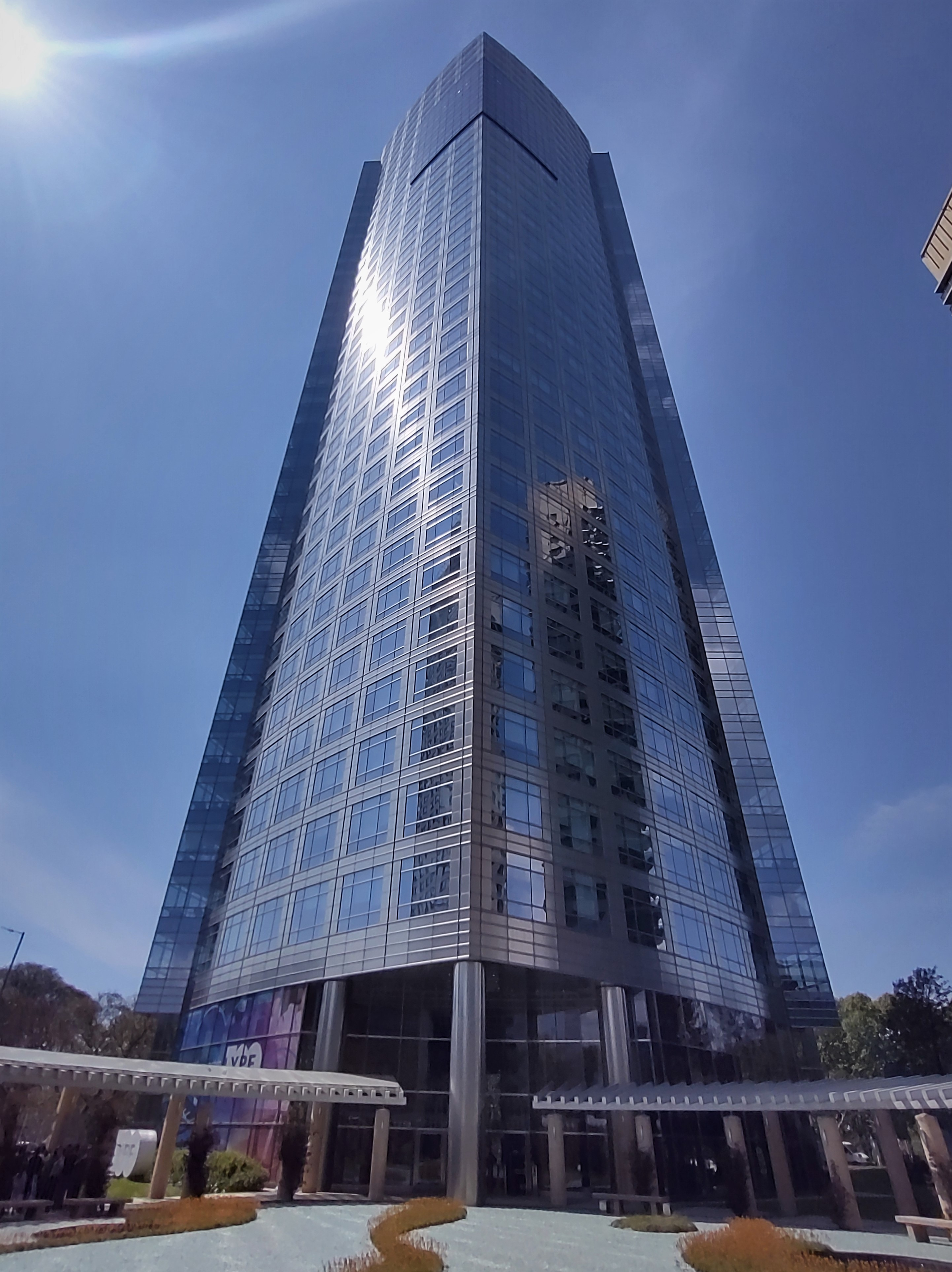
Torre de la empresa nacional petrolera YPF, diseñado por el reconocido Arquitecto Cesar Pelli.
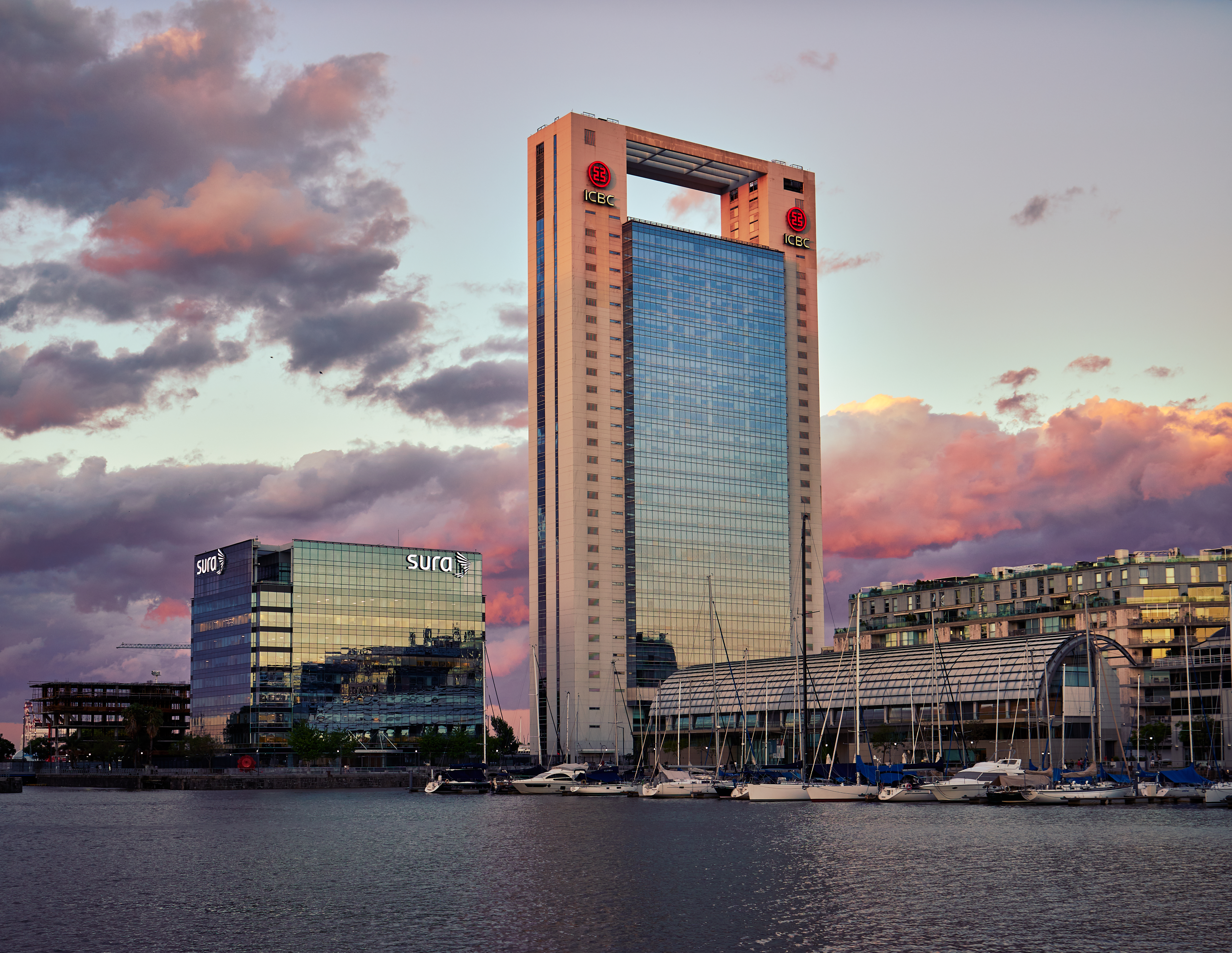
Torre Madero Office.
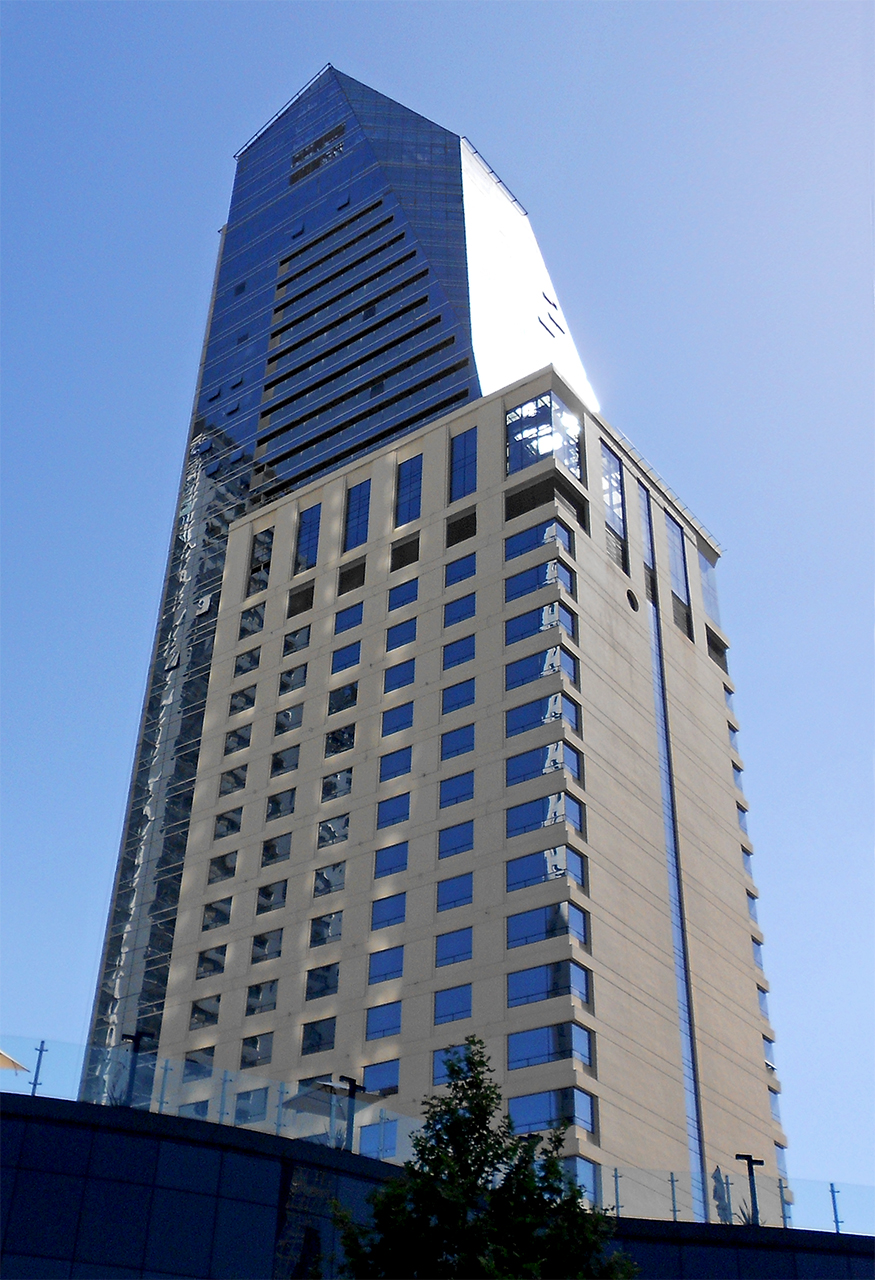
Torre Alvear Icon, uno de los hoteles mas exclusivos de la ciudad.
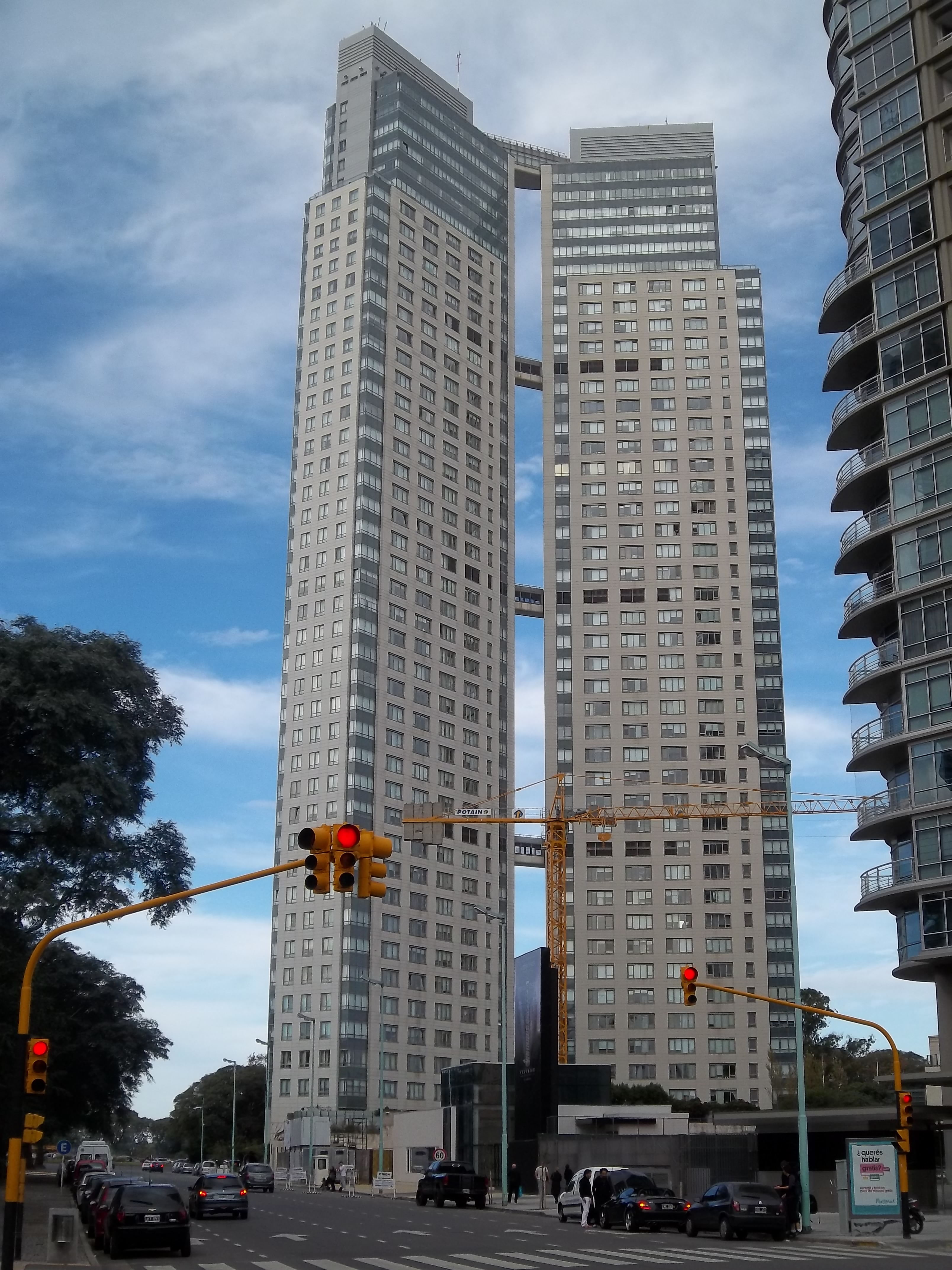
Las torres gemelas El Faro.
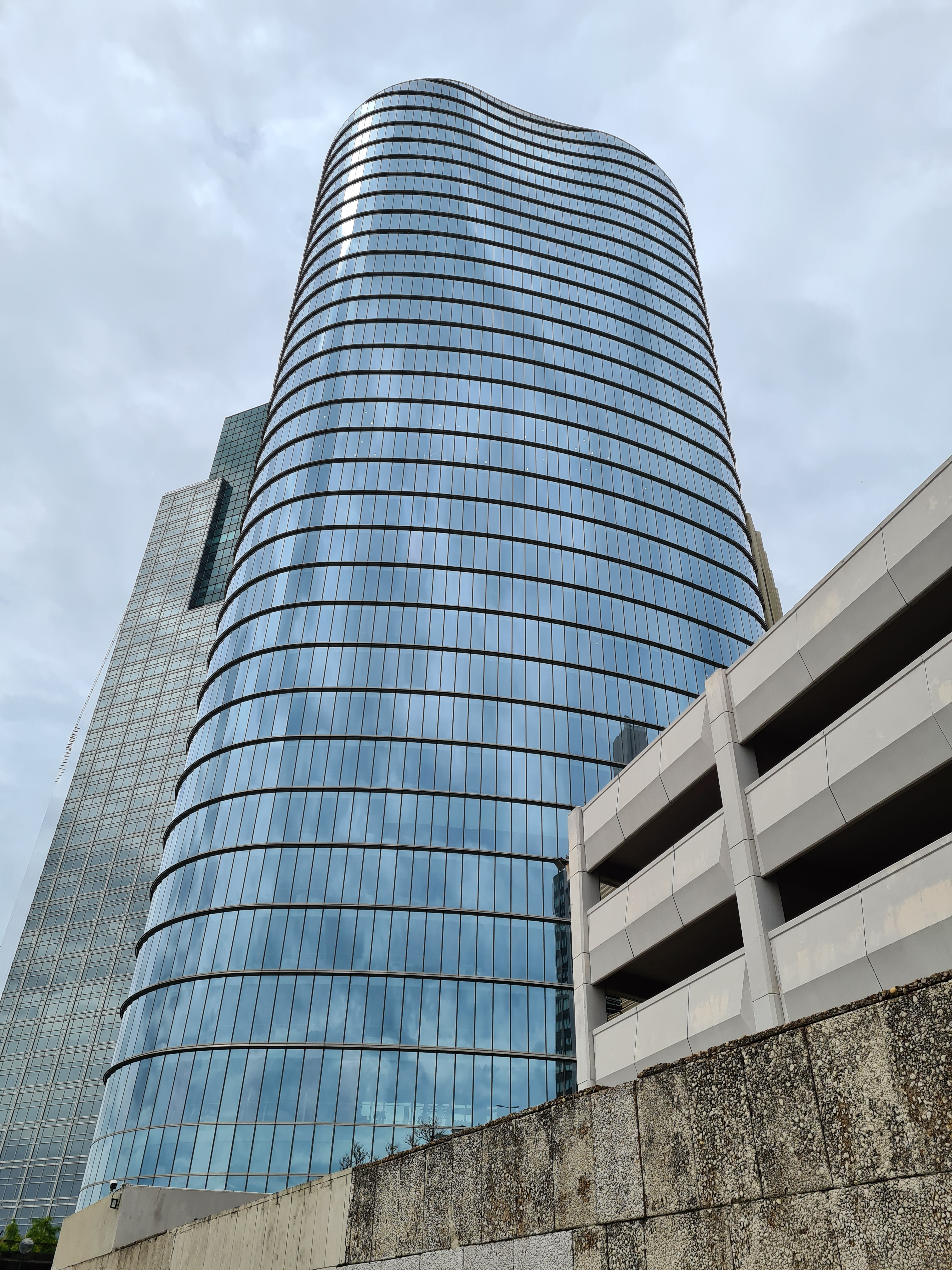
Torre Banco Macro, también de Cesar Pelli.
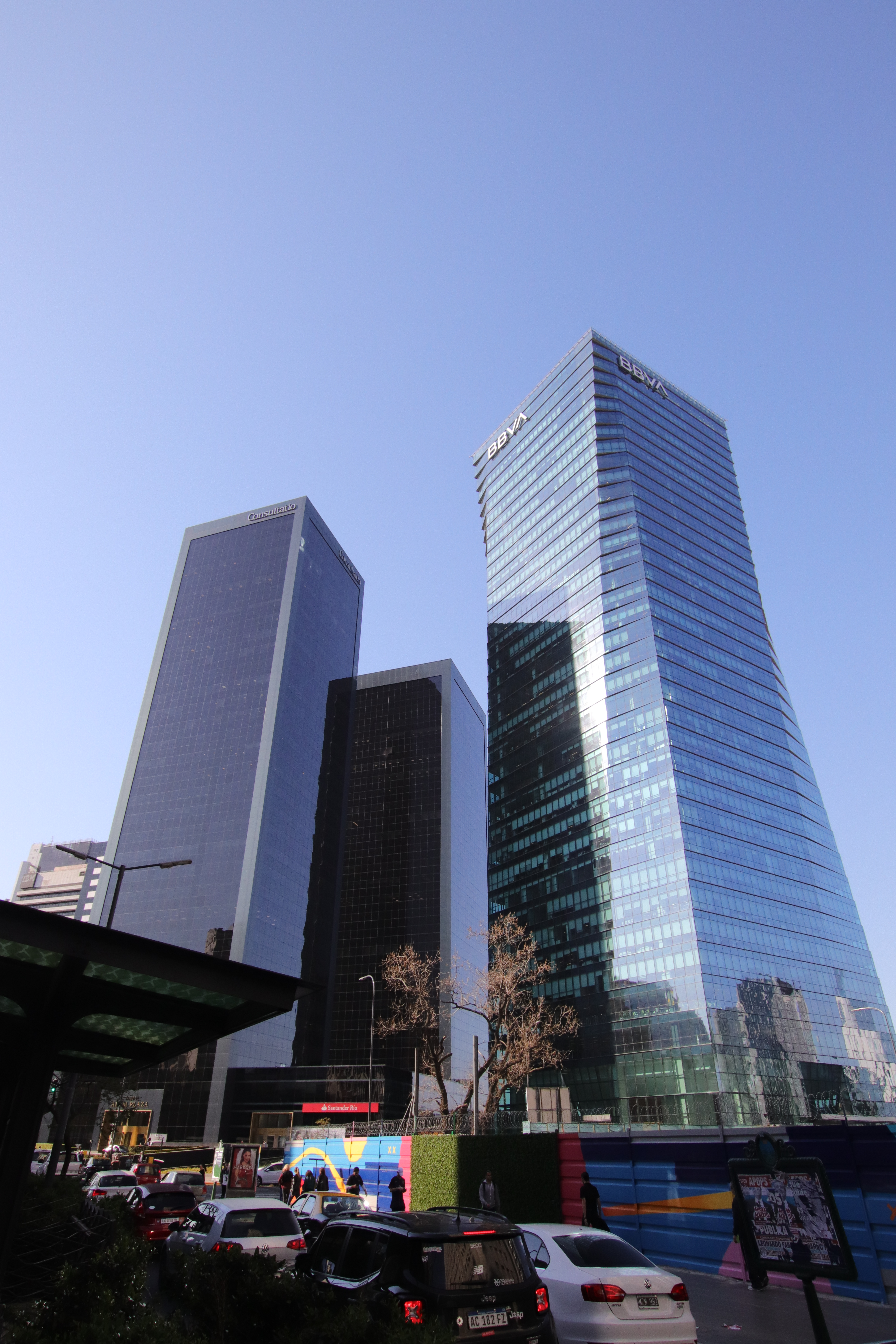
Torre torsionada del banco BBVA.
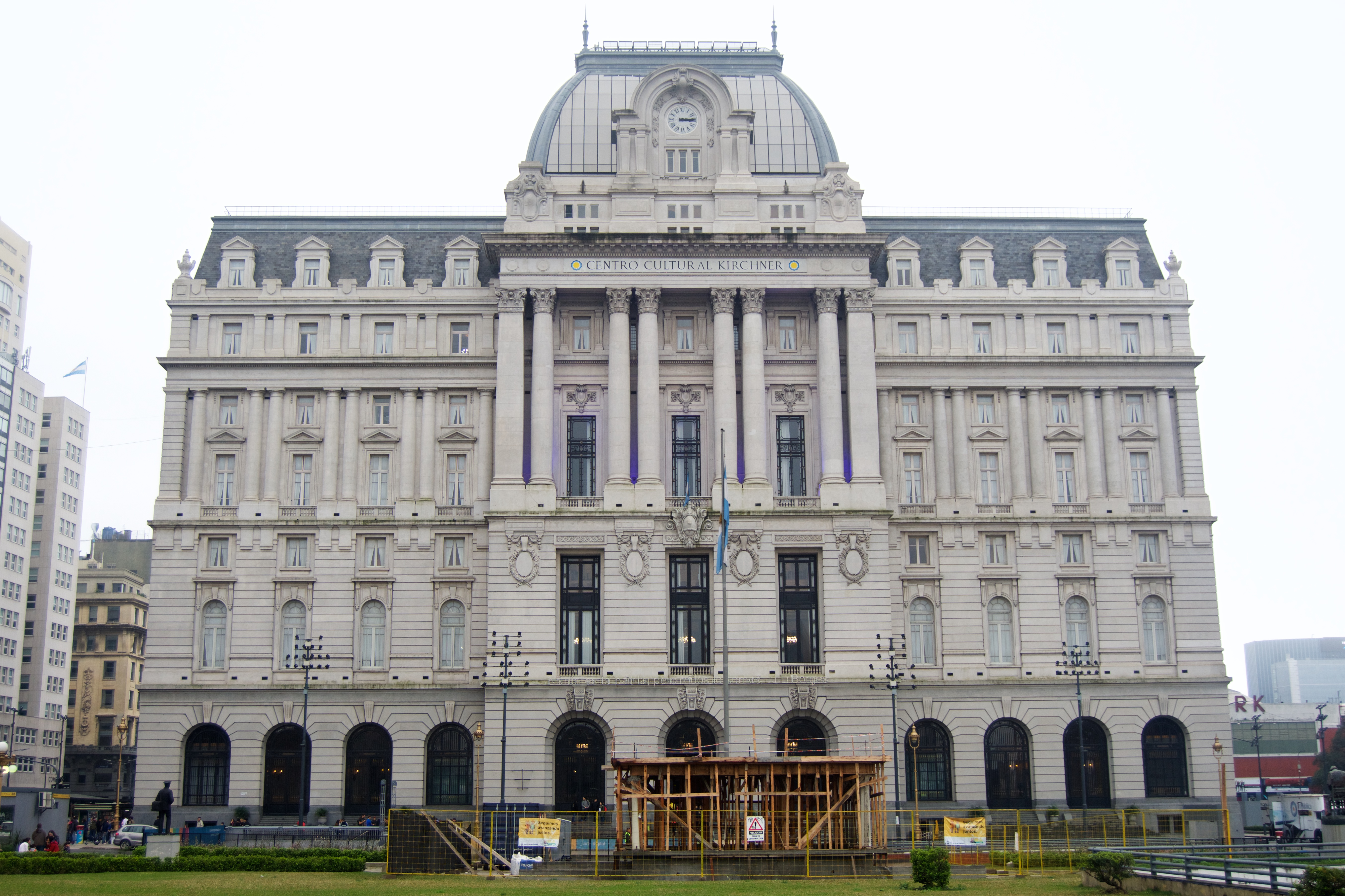
El Palacio de Correos, actualmente convertido en centro cultural.
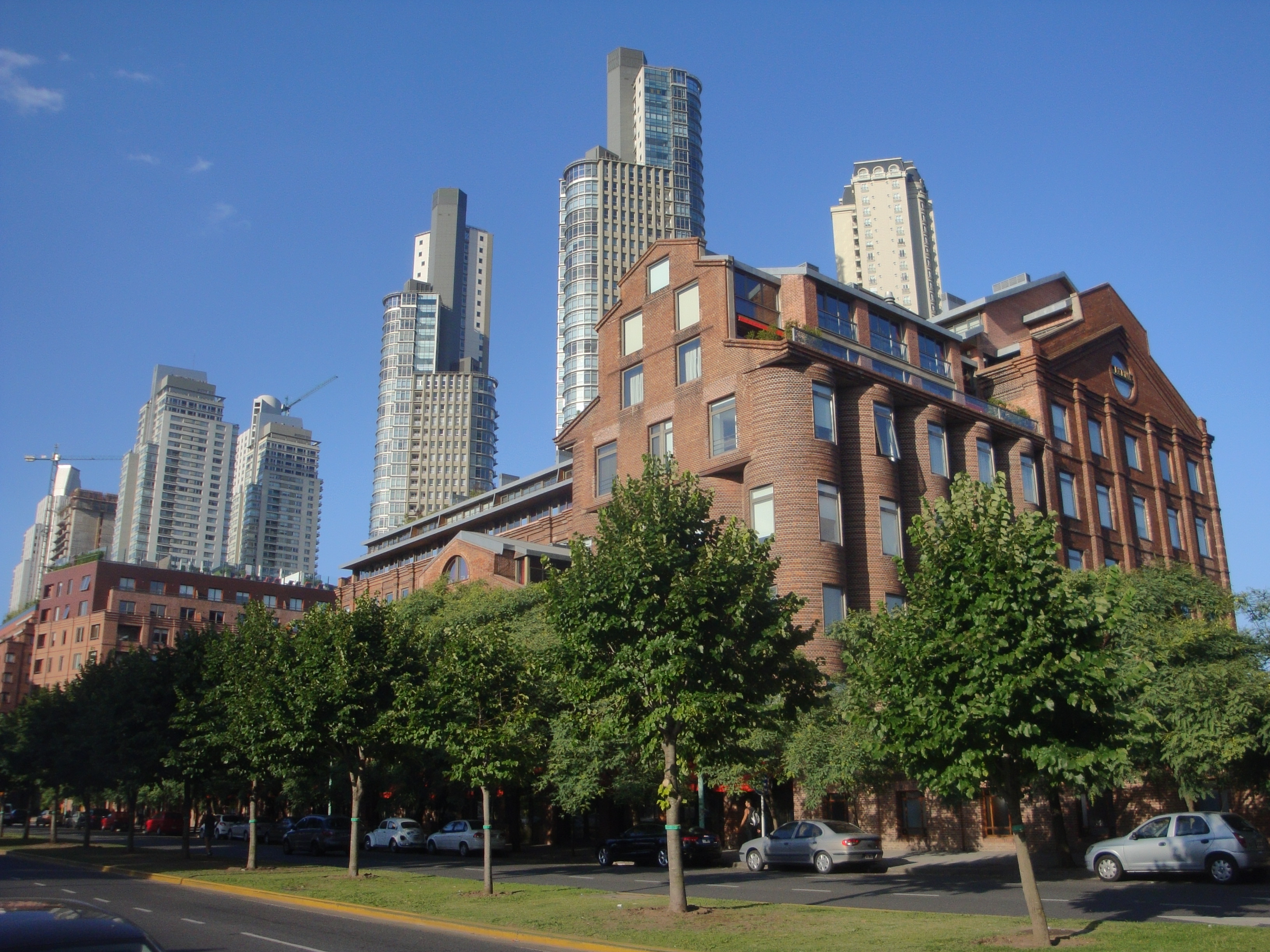
Hotel Faena de Buenos Aires, emplazado en una antigua usina remodelada del área portuaria.
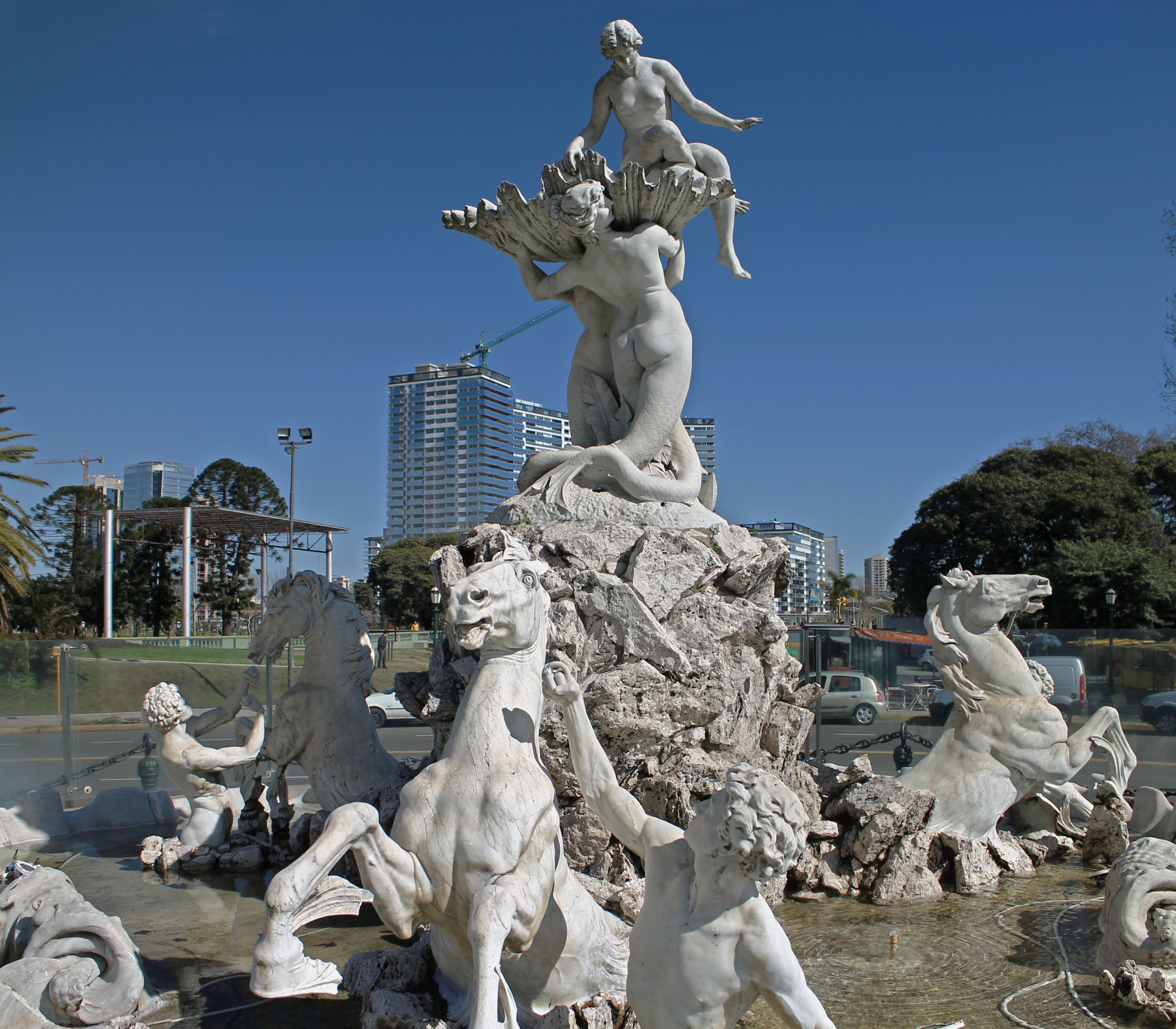
Conjunto escultórico la Nereidas, de la famosa escultura Lola Mora.

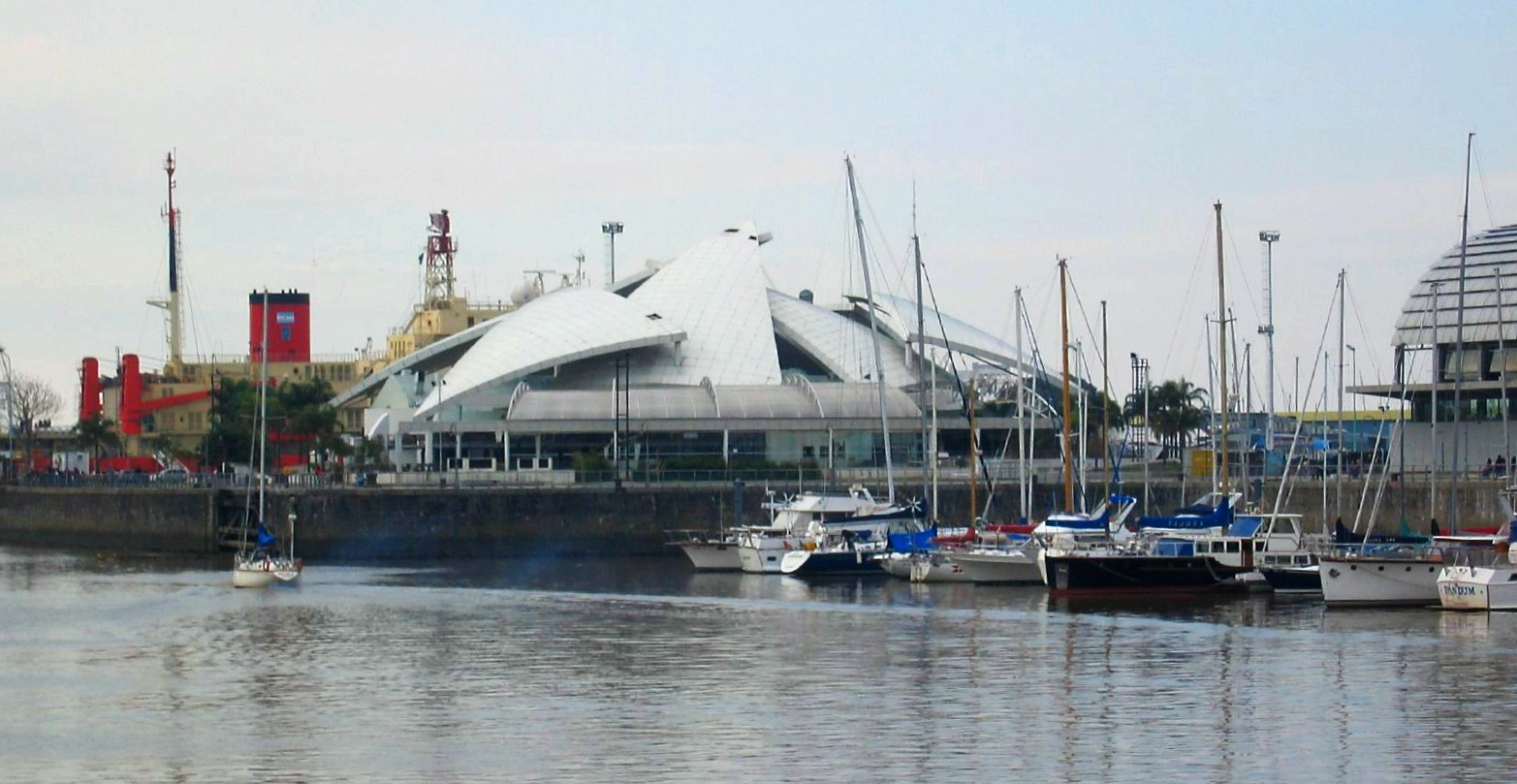
Discoteca en Puerto Madero (demolida en el 2009).
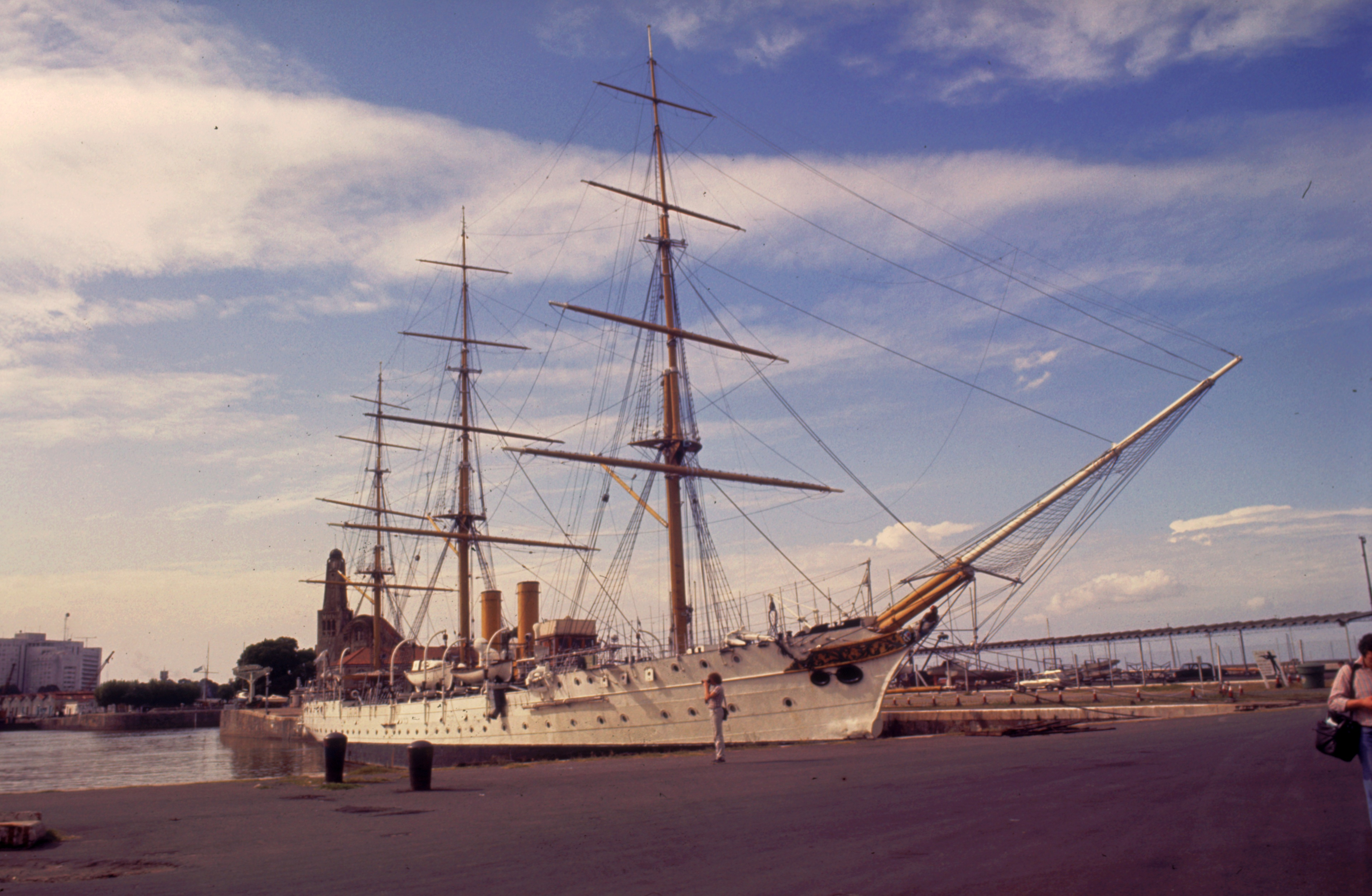
Fragata Presidente Sarmiento.
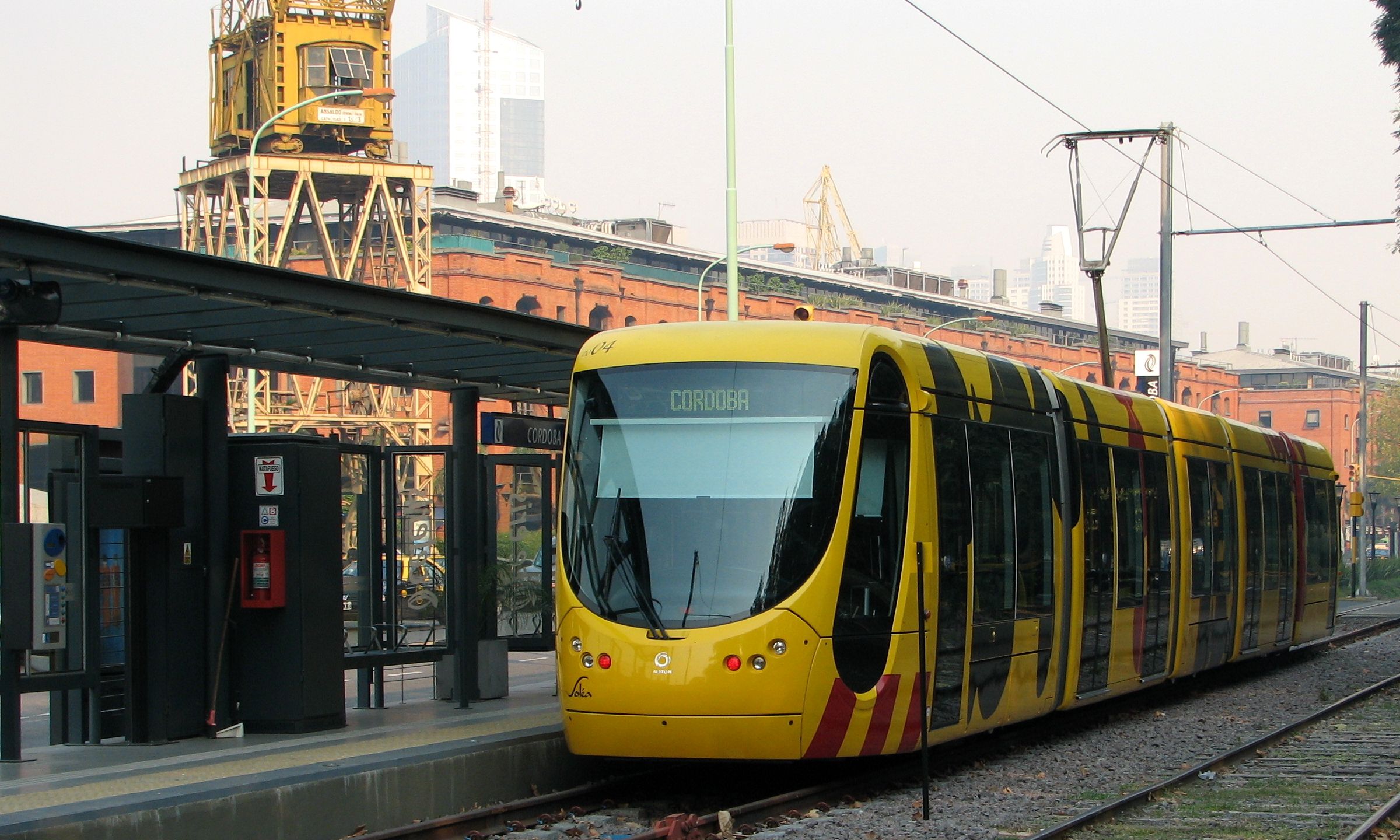
El Tranvía del Este servía el área hasta 2012.

## Fórmula E

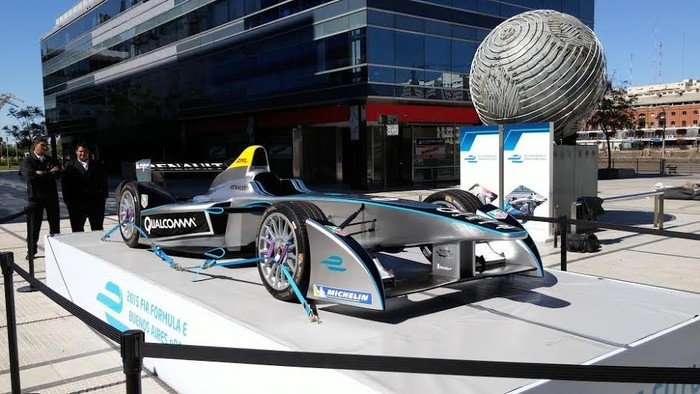

Trazado del Callejero de Puerto Madero, de la "Formula E " (Año 2015)

El 10 de enero de 2015, este barrio fue escenario de la 4.ª fecha del calendario del primer campeonato de la Fórmula E, categoría de autos eléctricos organizada por la FIA, que se corrió en un circuito urbano.
En febrero de 2016 dicho evento volvió a la Argentina, donde ganó el inglés Sam Bird.